# Романське мистецтво

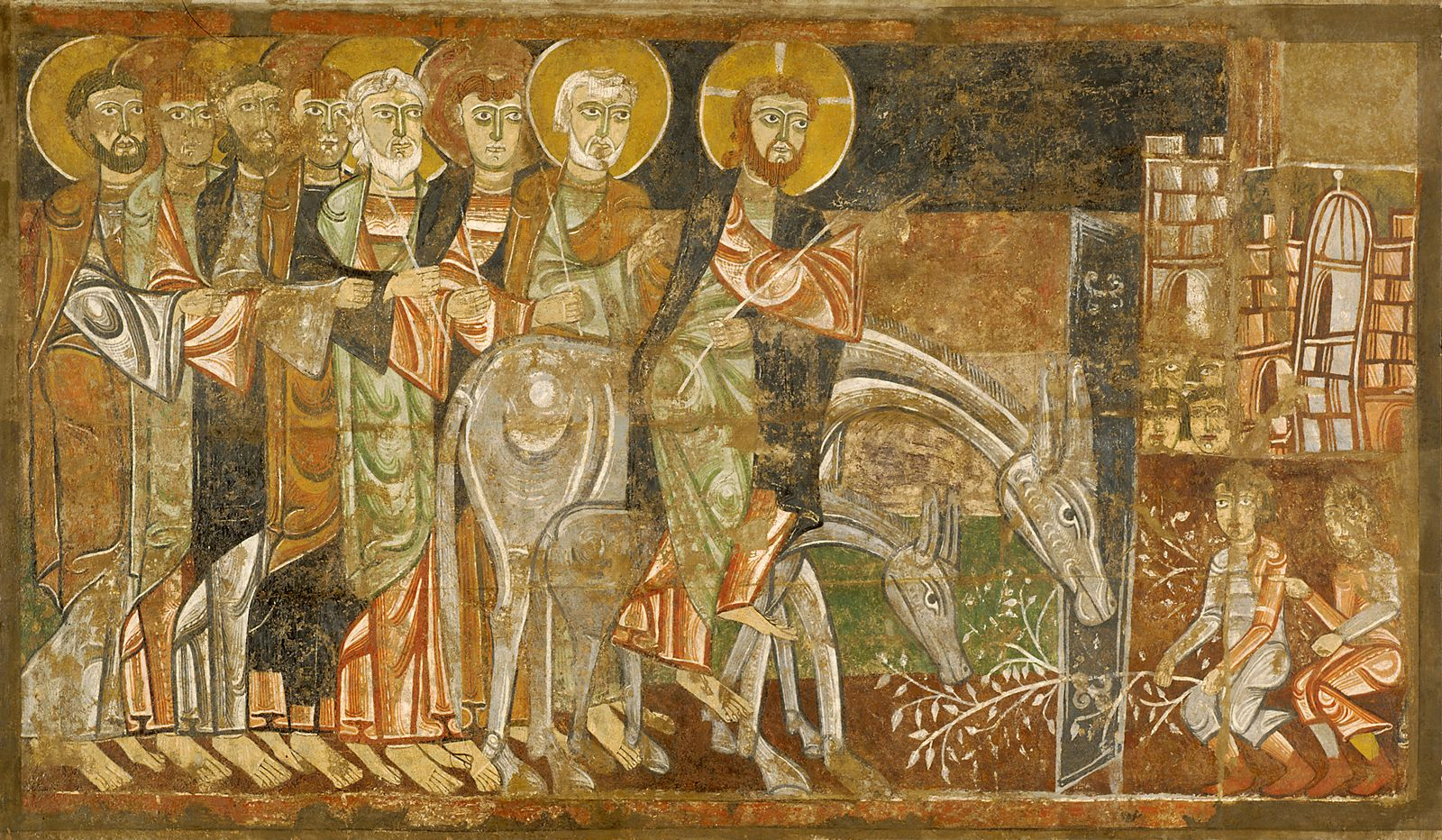
Невідомий романський художник XII ст. з Іспанії. Романська фреска Вхід Господній у Єрусалим, 1125 р. Каплиця Сан Бауделіо де Берланга (Іспанія), нині — Музей мистецтв Індіанаполіса, США.

Рома́нське мисте́цтво  також Романіка — стиль та однойменна епоха у мистецтві середньовічної Європі від дороманики до готики; охоплює живопис, скульптуру і архітектуру. Хронологічно у різних частинах Європи її генезис та панування відрізняється — у архітектурі воно стає помітним з 1000 року, а кінець та перехід до готики відбувся протягом XIII ст. (у Франції трохи раніше — вже у 1130 році).
На території сучасної України періодом розвитку романського мистецтва вважається початок ХІІ ст. — кінець ХІІІ ст.
Романіка вважається першою великою загальноєвропейською епохою у мистецтві після падіння Риму у V ст. і, таким чином, кінця античності. У архітектурі типовими рисами романських будівель вважаються круглі арки, невеликі круглі аркові вікна, стовпи з блокоподібними капітелями та товсті стіни з підкреслено масивними кам'яними блоками; так що будівля нагадує фортецю. Плани поверхів і будівлі слідують простим геометричним формам.
Саме фахове поняття «романіка» (фр. l'art roman) у науковий та загальномовний обіг у 1820 ввели французькі історики, археологи та мистецтво

## Культурні і змістові відмінності
Культура західнослов'янських племен, котрі постійно контактували із західноєвропейськими культурними центрами, розвивалась в межах культурних форм та ідей, близьких до західноєвропейських (дороманський етап, романика, готика). Впливи візантійського мистецтва у цих регіонах були остаточно витіснені західноєвропейськими впливами у Франції, Німеччині, Британії, Іспанії, дещо менше у Італії.
Культура східнослов'янських племен, що постійно контактували з країнами Азії, пішла шляхом запозичення політично-державницьких систем тиранічного типу, а в культурі і в освіті — консервативними системами візантійського типу без їх творчого розвитку і удосконалення. Університетська система тут в добу середньовіччя не працювала. Не були сприйняті тут і юридичні інститути на кшталт розвинутого римського права і нотаріату. Це тоді, коли у країнах Західної Європи нотаріус — головуюча особа в управлінні, в передачі і успадкуванні майна будь ким тощо.
Романські архітектурні форми в цьому регіоні мали лише наближений до західноєвропейських зразків характер і не перейшли у готику як таку. Суто романські чи готичні споруди виникають лише у регіонах, що підпали під західноєвропейські культурні і релігійні впливи (Словаччина, Чехія, Польща, Литва, Білорусь, в Україні — Галичина і Волинь). 

## Термінологія

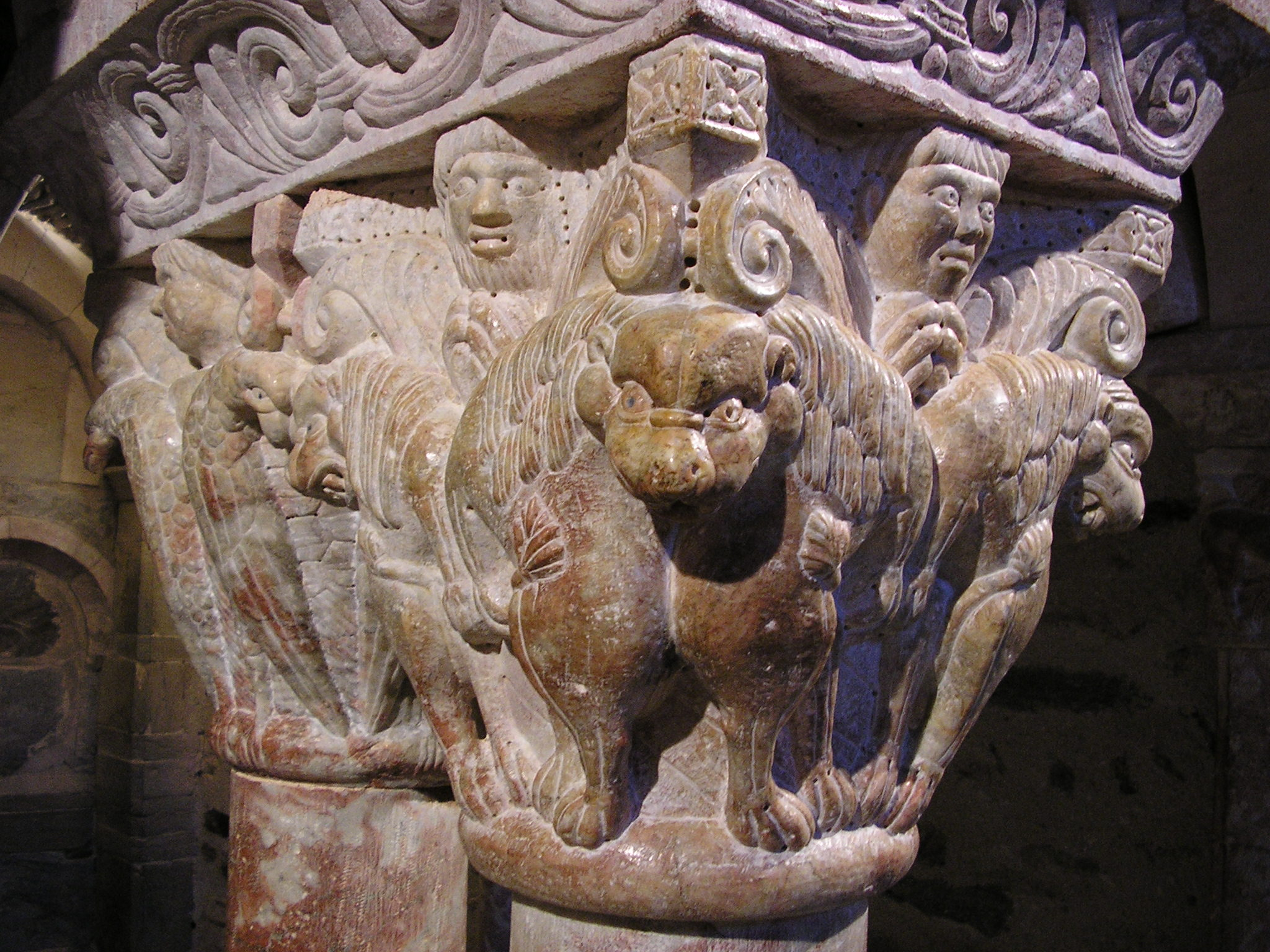
Капітель доби романики. Монастир Санта Марія де Серрабона, Каталонія.

Науковий термін «романіка» або «романське мистецтво» виник тільки у XIX ст[ангажоване джерело]. Водночас його ввели у історію мистецтва та у мовознавство, аби відрізняти якісні зміни у мовах і у історії мистецтва від попереднього етапу і від готики[ангажоване джерело]. До XIX століття користувались терміном готика, розповсюджуючи його також на дороманський і романський періоди.
Одинадцяте століття також запропонували вважати «раннім» романським періодом, а XII століття «зрілим» або «розвиненим» періодом. Цей розподіл теж досить умовний. Бо у Франції (розвиненій середньовічній країні), де сформували готику як таку, вже в XII столітті в практику введена готика[ангажоване джерело].
У Німеччині, навпаки, романські форми в архітектурі затримались у власному розвитку і тривалий час співіснували з формами готики[ангажоване джерело].
У країнах візантійського культурного простору існувала компромісна архітектура, лише наближена формами до романської архітектури, котра ніколи так і не успадкувала конструктивні настанови європейської романіки у архітектурі і ніколи не перейшла до готики як такої.

## Духовна атмосфера
Духовна атмосфера в добу романіки була драматичною. Адже римська античність трагічно закінчила власне існування. Припинили існування і римська військова машина, і римське бюрократичне управління, і навіть ідея святості римської імператорської влади (святість імператорської влади в Європі відродять пізніше).
Від того часу збереглась лише християнська церква і острівці освіти і письменності у монастирях. Лише там збереглися острівці античної культури і античних знань у фрагментарному вигляді. Раннє середньовіччя мало рахується з античним спадком або використовує лише те, що не має протиріч з християнським вченням.
Мешканцям раннього середньовіччя було не до збереження античного спадку, бо у всій гостроті стояла проблема виживання. Кожен день приносив лише нещастя і жахи перед майбутнім. Було постійне очікування кінця світу. Церква як організація знайшла цьому власне пояснення — це гріхи і покарання на гріхи. А якщо особа не грішила, чому покарання ? Церква і цьому знайшла пояснення — це покарання за гріхи предків. І замолити гріхи предків можна паломництвом до святих місць. Серед перших паломницьких шляхів — шлях до Сантьяго де Компостелли, що на півночі сучасної  Іспанії. Відтак висвітився і інший шлях — паломництво до Єрусалима. Те, що ці землі давно належать мусульманам, не зупиняло пілігримів. І згодом сформувався новий феномен — хрестові походи. Всі ці ідеї і керували як князями церкви, так і натовпом вірян. Згодом тисячі осіб знімуться зі своїх осель і стануть паломниками, серед котрих будуть навіть і діти, і вагітні жінки…

## Архітектура романіки і архітектурні деталі

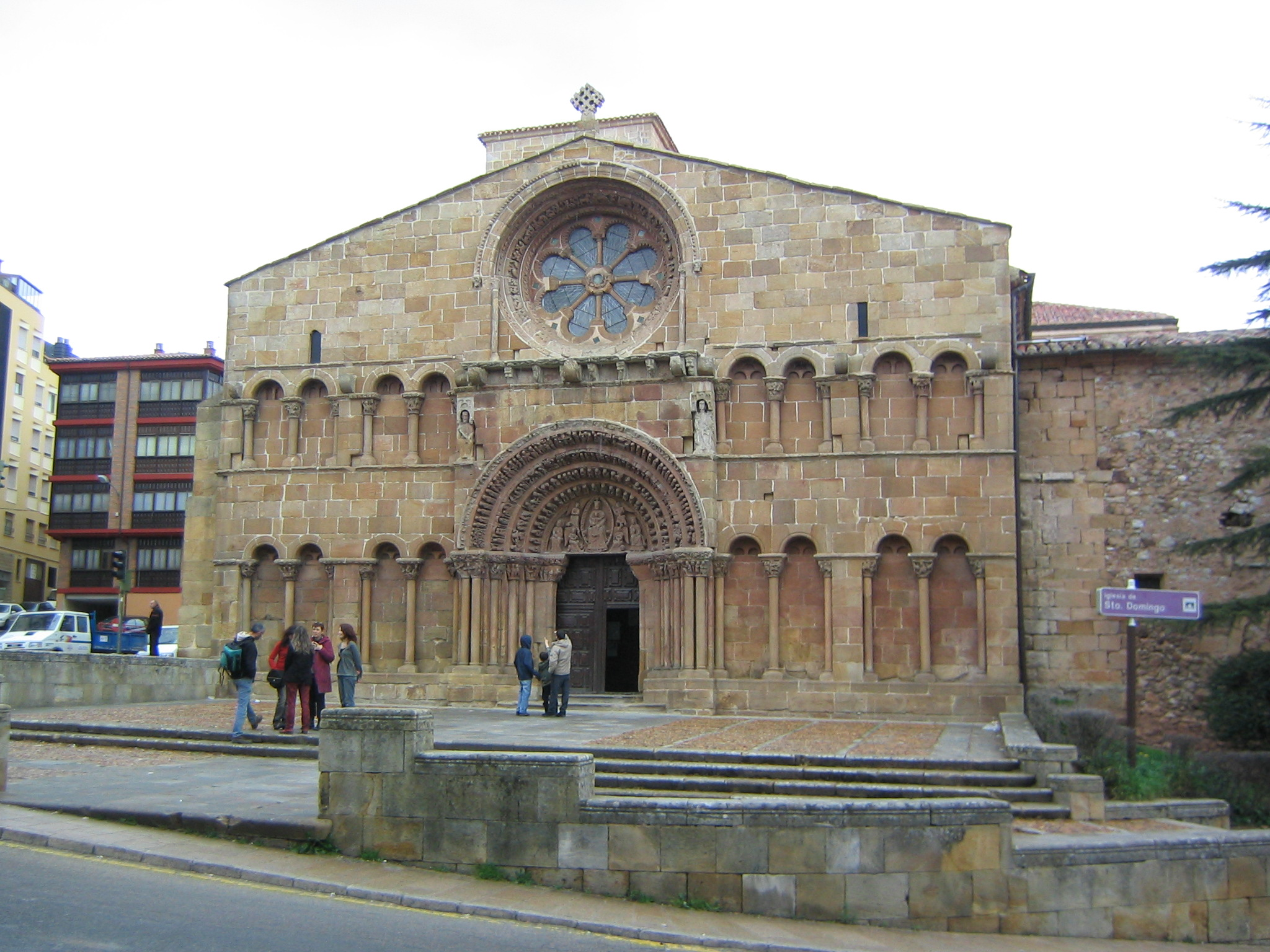
Церква Санто Домінго (Сорія), XII-XVI ст., Північ центральної Іспанії.

Архітектура доби романіки посідала провідне місце серед мистецтв. Ця архітектура мала відверто сакральний характер, бо нею опікувались освічені і заможні ченці і священники католицьких орденів. Світська архітектура практично не мала зацікавлених прибічників і не акумулювала найкращих майстрів, навіть коли будували приміщення для аристократів і князів церкви. Виняток — замки феодалів.
Католицька церква як заклад практично монополізувала культуру і реально спрямувала освічену і талановиту генерацію теоретиків, архітекторів, скульпторів, ювелірів на побудову теократичного царства божого на землі. Від доби романіки збережено чимало церков, монастирів і соборів і майже не збережено світської чи житлової архітектури, якщо вона не була пов'язана з фортечно-захисними функціями. Фортечний характер довгий час зберігала і архітектура романської доби. Тоді як чимало церков, монастирів і соборів збережені і проіснували 800–1000 років від років будівництва.
Пріоритет мала храмова архітектура. Богослови і теоретики архітектури і в дороманську, і у романську добу опікувались інтерпретаціями відомої з античності базиліки. Втрата більшості будівельних і математичних знань спонукала до перевідкриття цих знань і отримання досвіду шляхом спроб і помилок. Низка сакральних споруд доби романики руйнувалась і десятиліттями перебудовувалась на новітні готичні чи ренесансні споруди.
Поширення отримали зальні церкви або інтерпретації базиліки. Тринавна базиліка мала високу центральну наву і низькі бічні. Оборонний характер споруд і помилки технології примусили використовувати товсті стіни і малі віконні отвори. Тому більшість романських храмів затісні і темні. Неможливість перекривати широку центральну наву приводила до розповсюдження високих, але вузьких центральних нав, критих пласкими дерев'яними стелями. Стіна центральної нави розділялась на три частини — Нижня галерея, що забезпечувала зв'язок із бічними навами
- широкий мур без декору і вікон над галереями (іноді стіна слугувала для стінописів)
- вузька смуга малих вікон по-під пласкою дерев'яною стелею[3].

Згодом ця схема була успадкована архітекторами доби готики і перероблена на систему відкритих галерей середньої частини у центральну наву (аркада трифорія). В готичному храмі з аркадами трифорія таким чином зникало зручне місце для стінописів. Їх функцію в готичному храмі перебрали на себе вітражі.
Широке використання пласких дерев'яних стель, успадковане і архітекторами готики, не припинило пошуків нових варіантів склепінь, особливо вогнетривких кам'яних, бо священики постійно залучали до побудови храмів як освічених ченців, так і місцевих майстрів. Відсутність жорстких канонів у будівельній практиці призвела до надзвичайно різних типів сакральних споруд. Широко використовували місцеві поклади дикого каменя. Лише у місцинах бідних покладами каменя використовували цеглу у комбінації з каменем або тільки цеглу. Згодом це сприятиме появі цегляної готики.

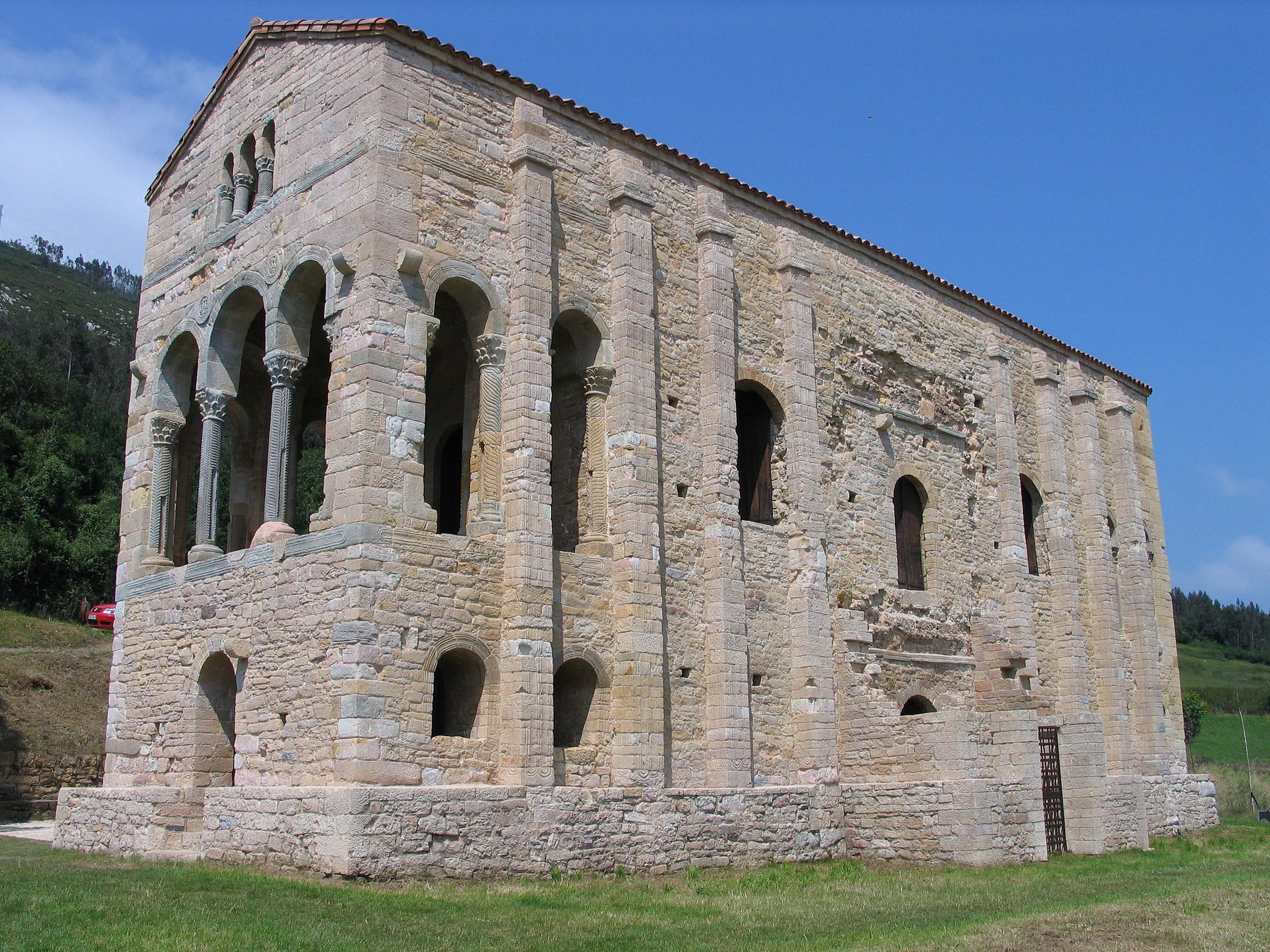
Церква Санта Марія дель Наранхо, Овьєдо, Астурія, Іспанія
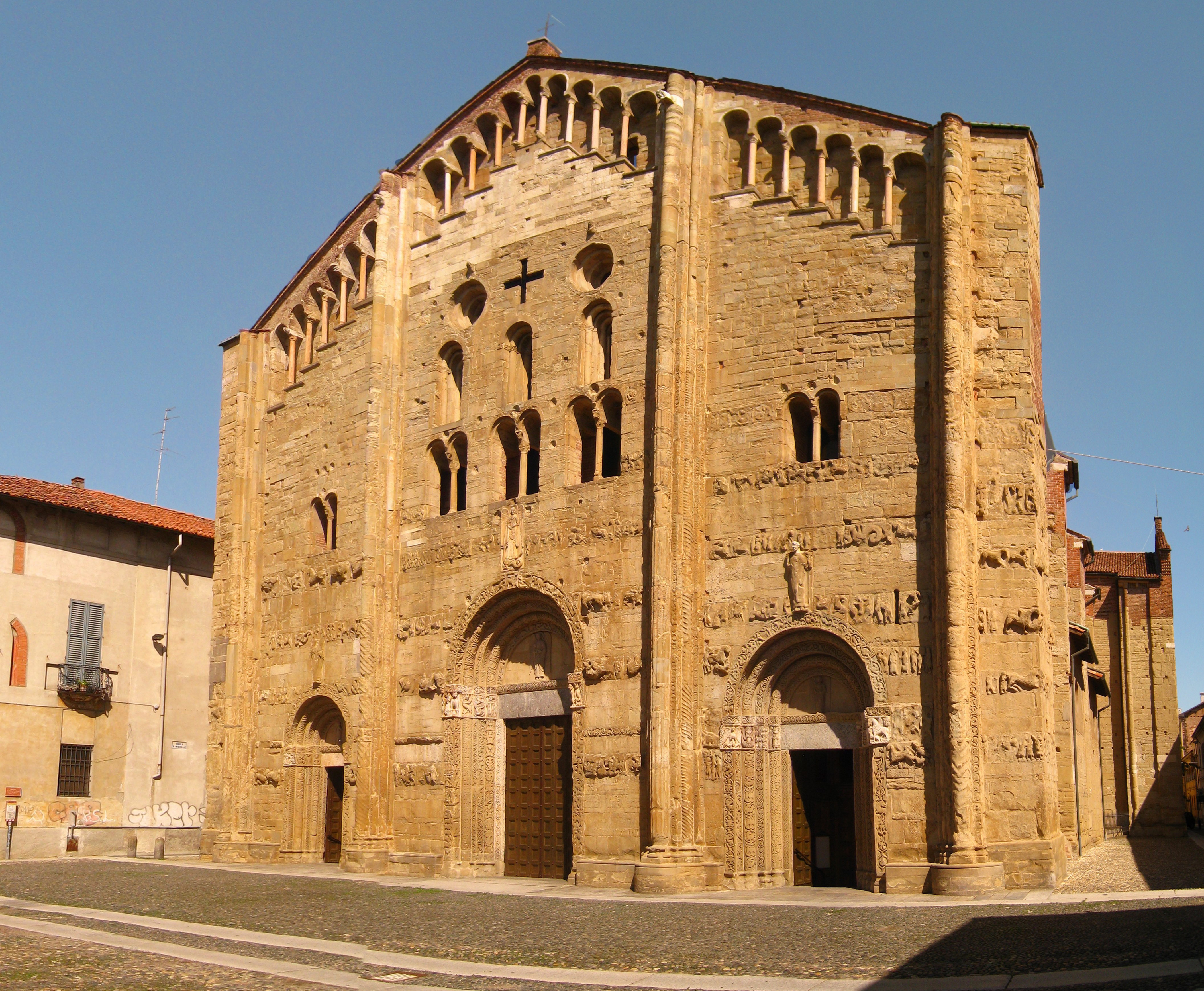
Церква Сан Мікеле Маджоре, головний фасад, Павія, Італія
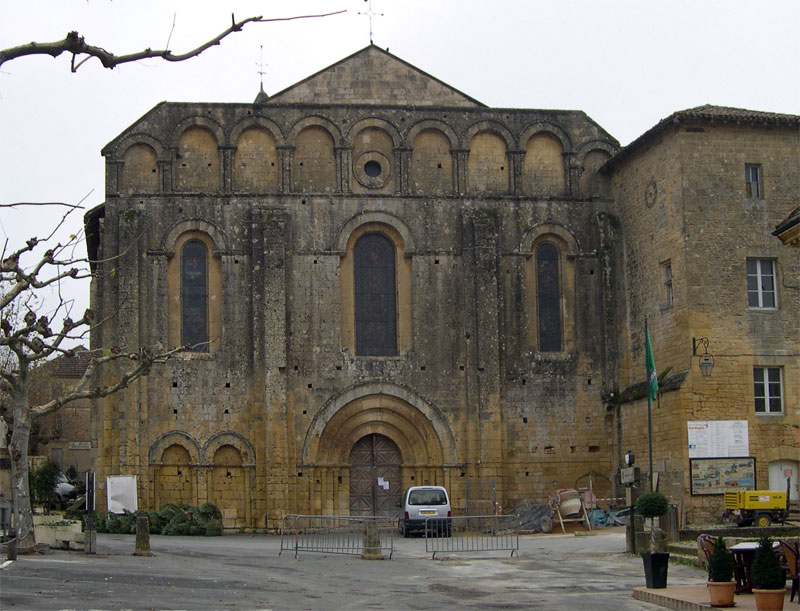
Абатство Кодон, XII ст., Дордонь. Франція
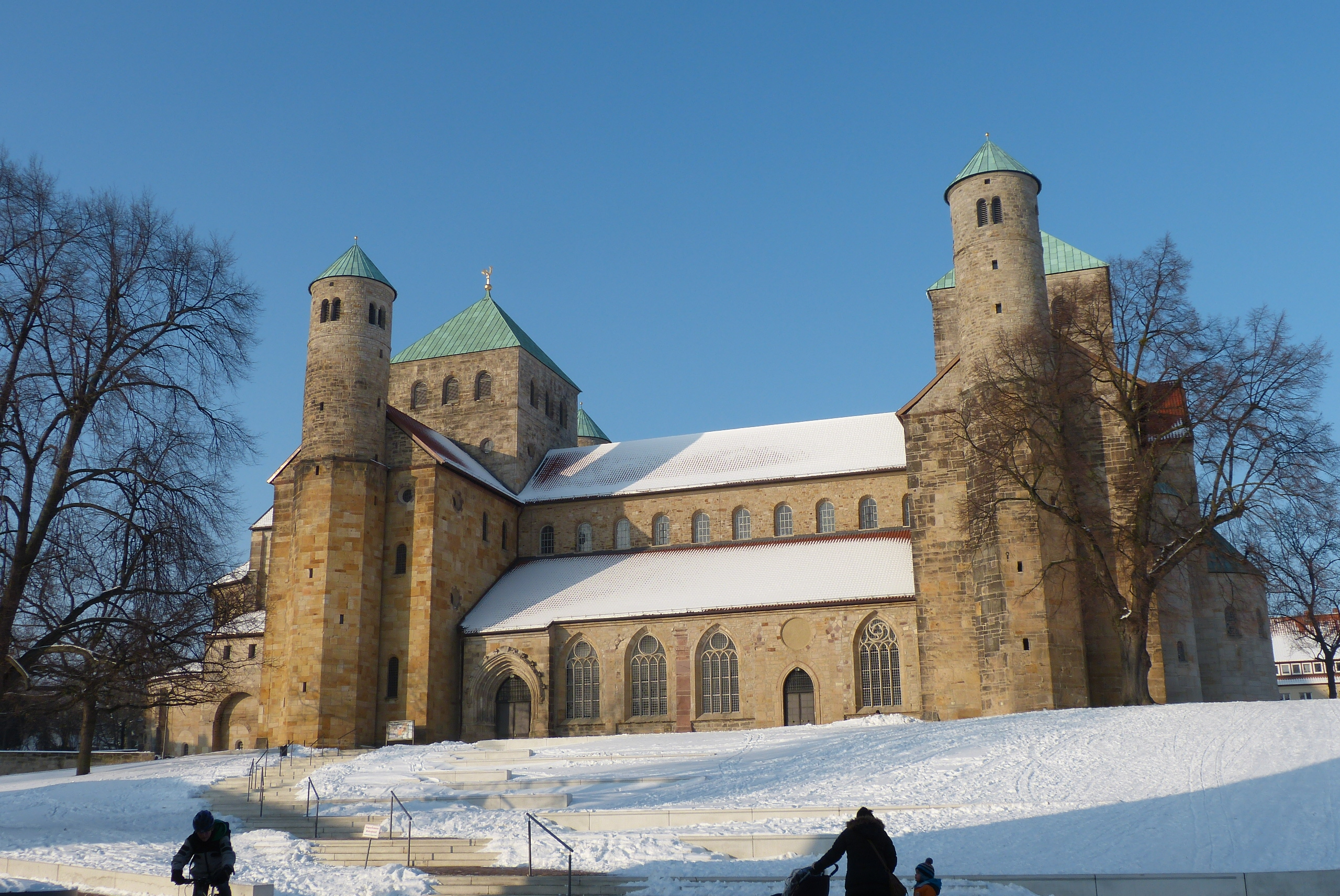
Церква св. Михаїла,  1010–1033 рр., Гільдесгайм, Німеччина.
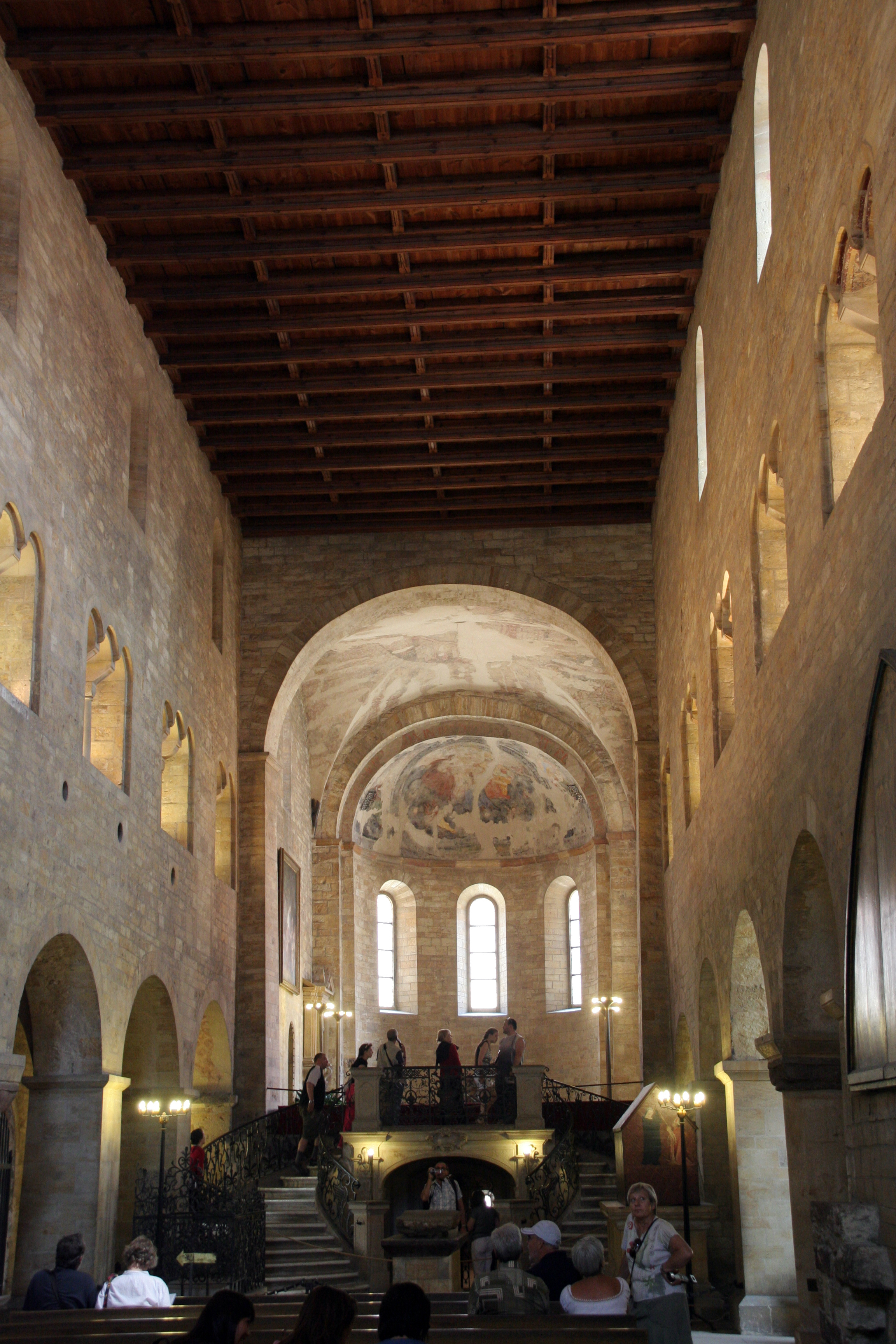
Базиліка св. Георгія, вівтар, Прага, Чехія.
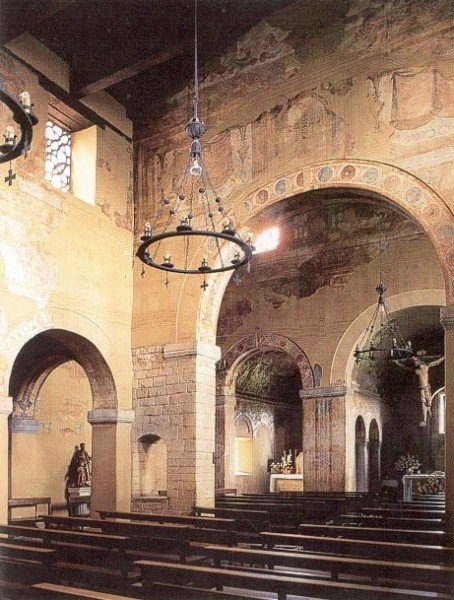
Церква Сан Хуліан де лос Прадос, вівтар, Овьєдо, Астурія, Іспанія.
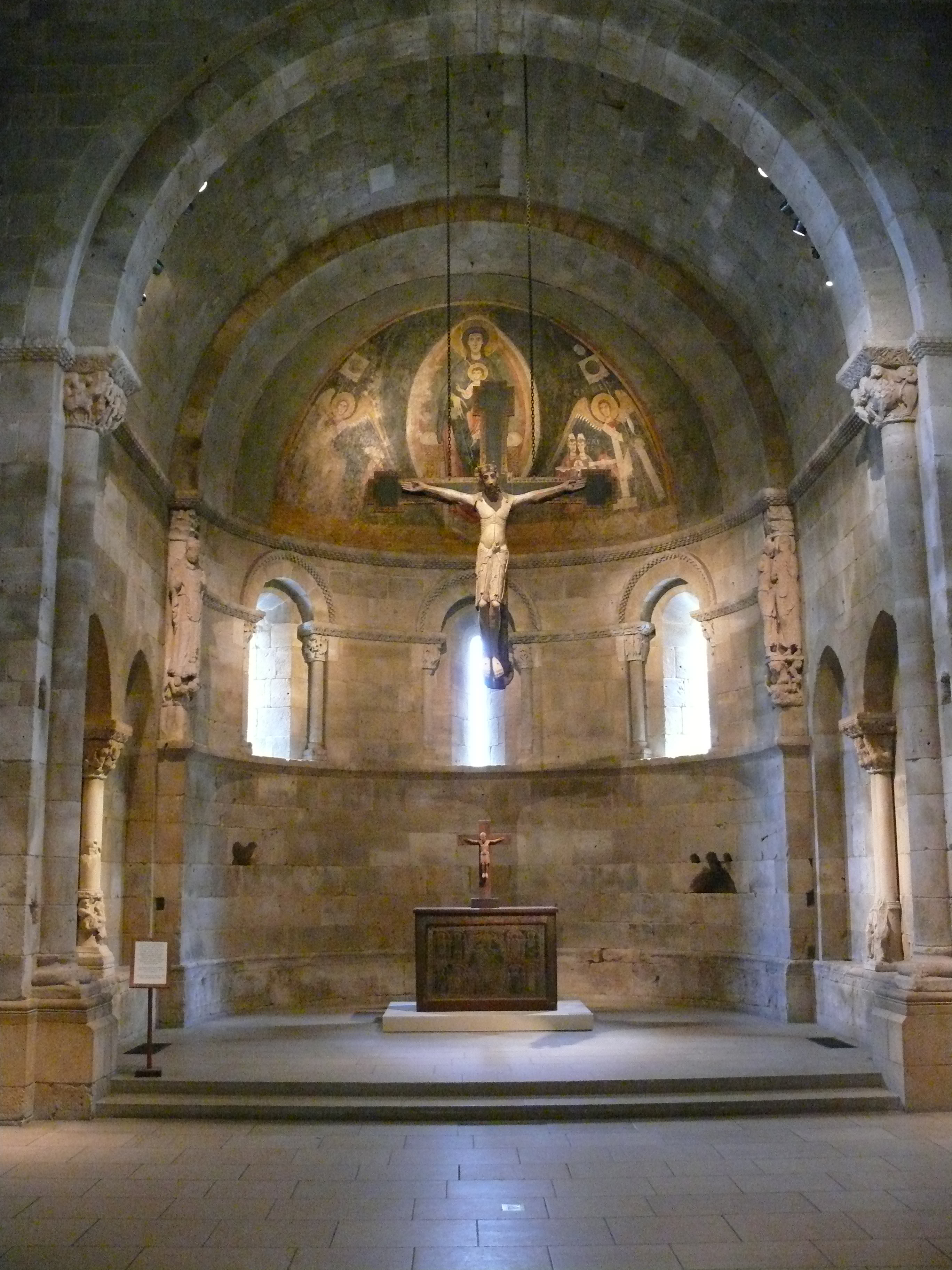
Реконструкція романської каплиці, Музей мистецтва Метрополітен, Нью-Йорк.
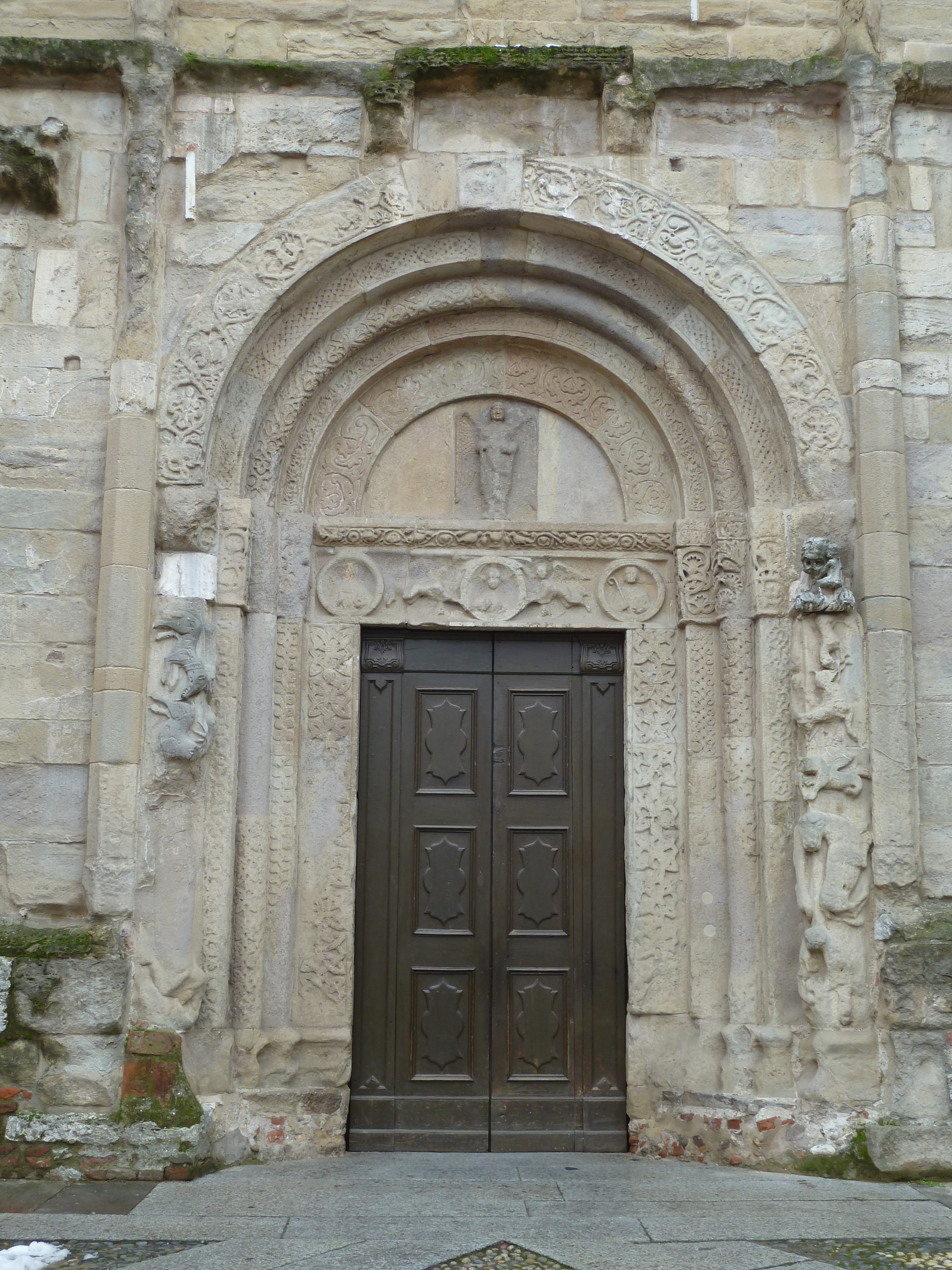
Церква св. Михаїла, портал північного трансепта, Павія, Італія.
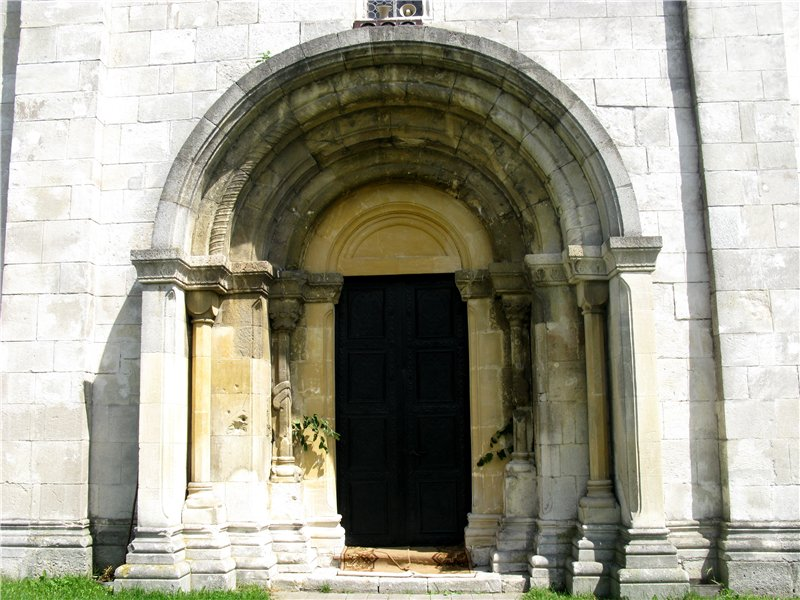
Західний портал церкви Святого Пантелеймона, Шевченкове, Україна
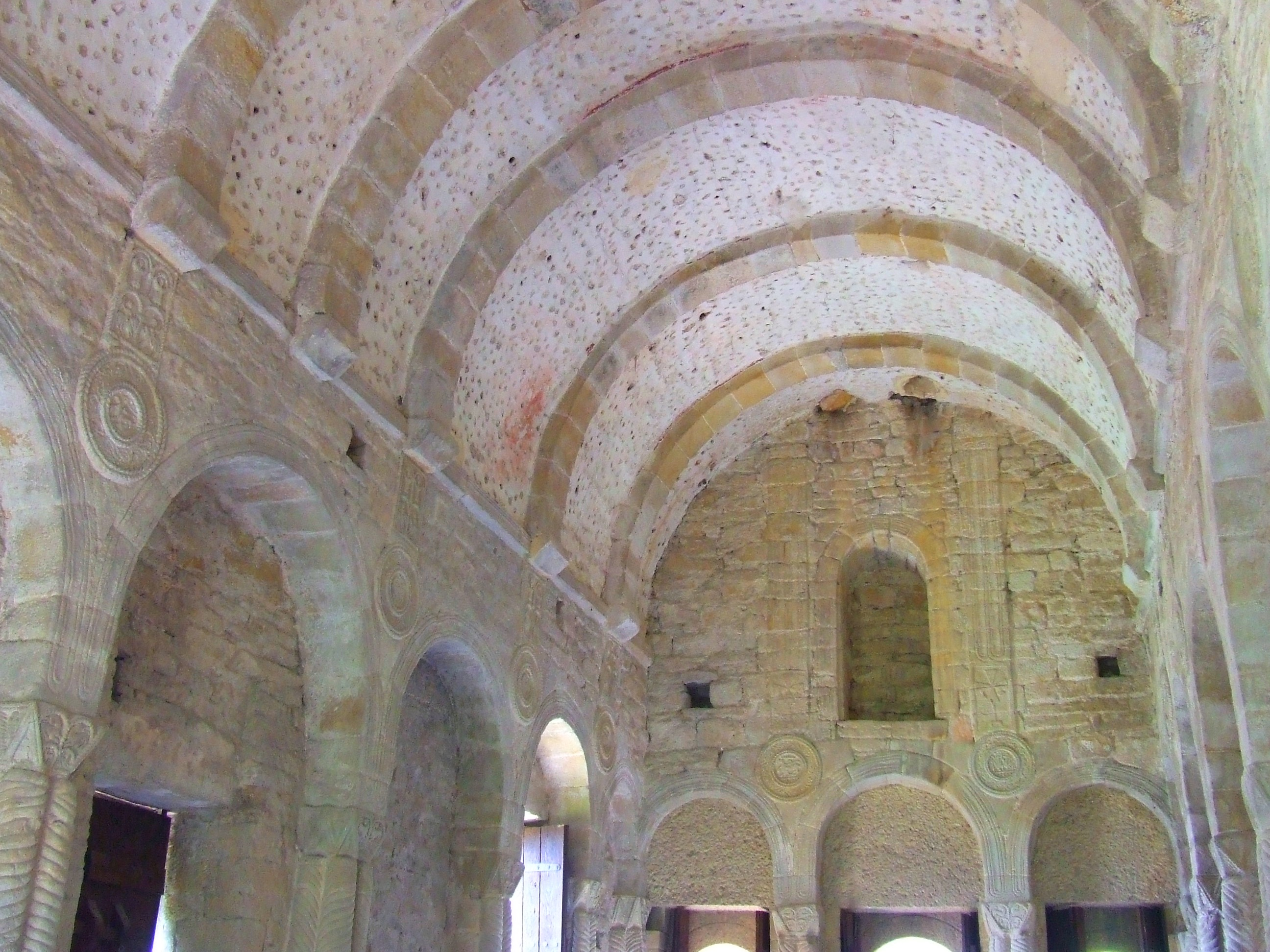
Церква Санта Марія дель Наранхо, склепіння, Овьєдо, Астурія, Іспанія.
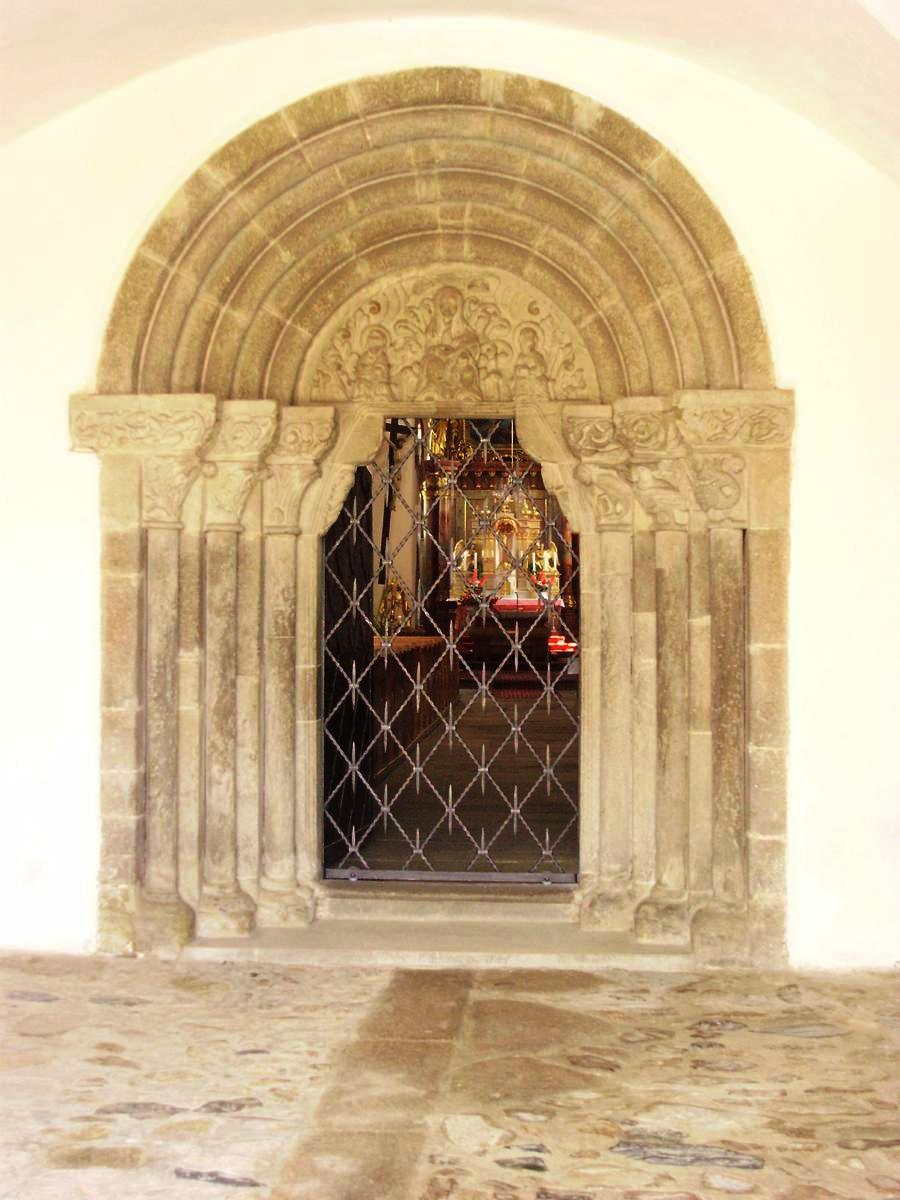
Костел св. Яна, Марин, Чехія, західний портал
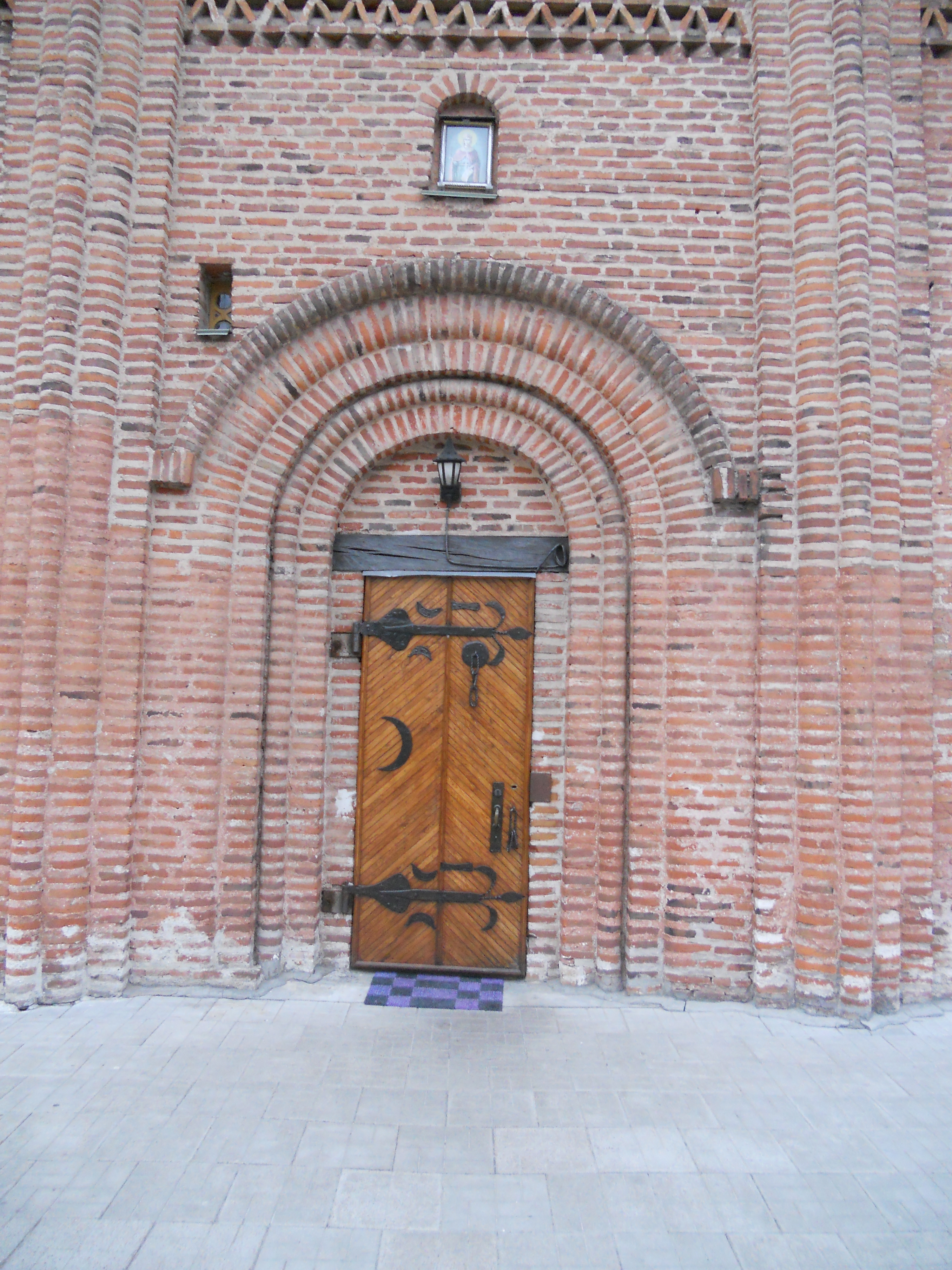
П'ятницька церква в Чернігові, Україна, вхідний портал. Реставратор Барановський Петро Дмитрович

## Відсутність будівельних стандартів
Відсутність будівельних стандартів і зв'язок із народним мистецтвом яскраво відбились у створенні капітелей. Майстру каменяру надавали лише розміри майбутнього твору. Бажаними були біблійні сюжети, але тематика капітелей жорстко не обмежувалась. Тому сюжети капітелей всмоктали декоративні, фольклорні, релігійні і навіть брутально еротичні і сексуальні зображення, несподівані для фанатика і ортодокса у божому храмі.

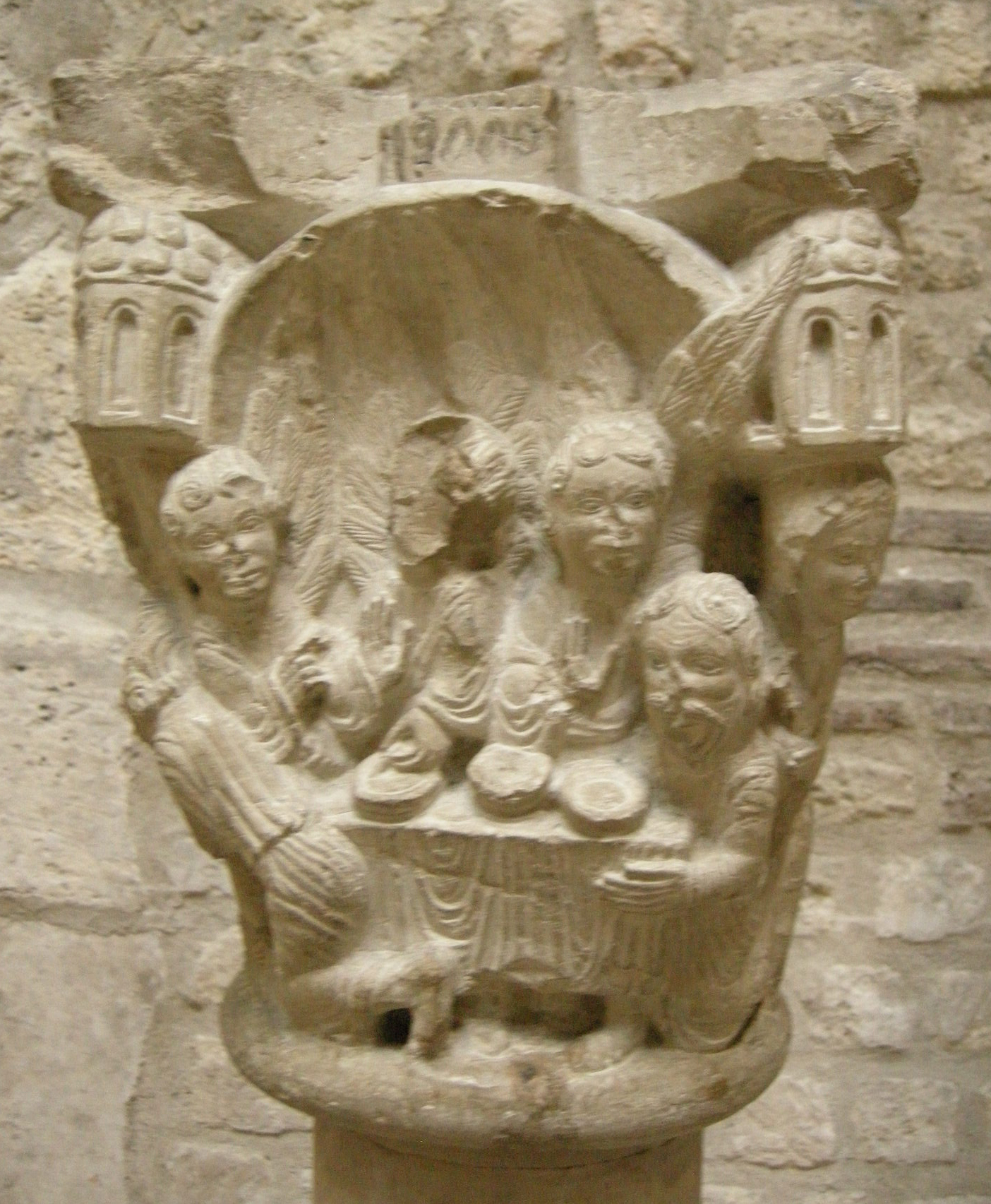
Сюжетна капітель (Авраам і три янголи), XII ст., Франція
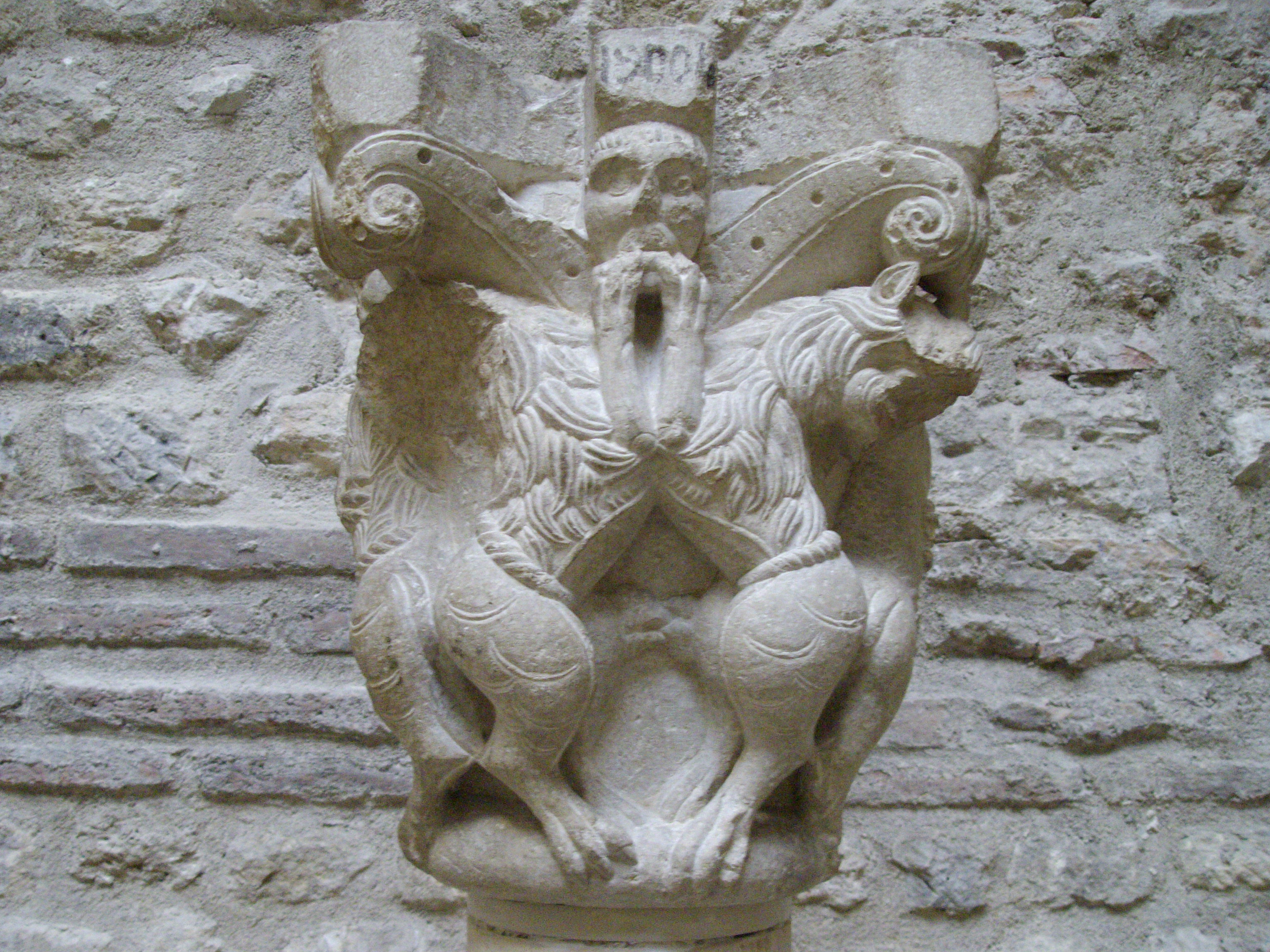
Зооморфна капітель, XII ст.
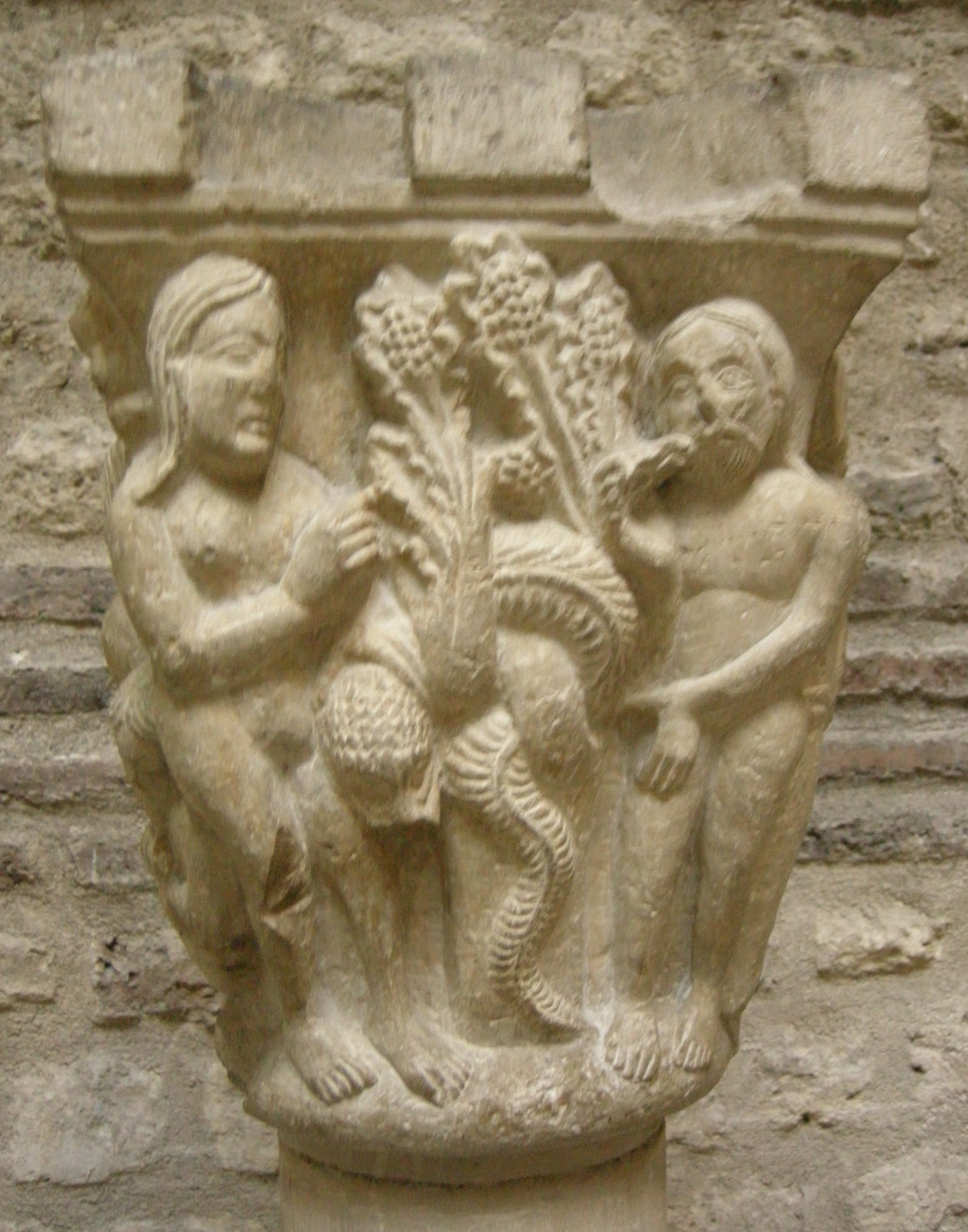
Адам і Єва, XII ст., Франція
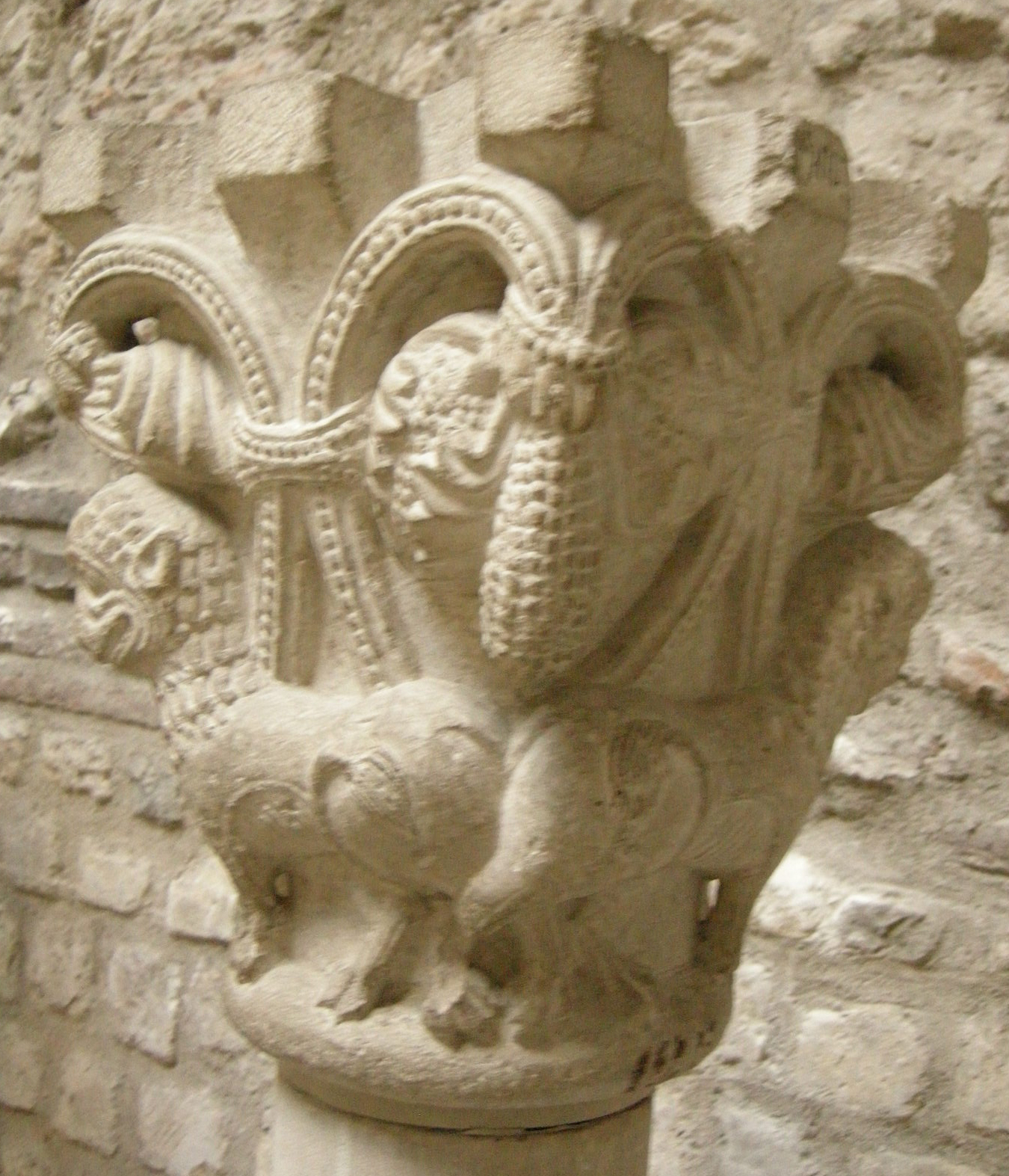
Капітель XII ст. Всі - Музей Клюні, Париж

## Романські фрески Каталонії
У межах романського стилю розвивалися й монументальні живопис і скульптура. За художніми ознаками мистецтво цього періоду схематичне, умовне. Для романської композиції характерні простір, позбавлений глибини, різномасштабні фігури, різкі кольорові гами.
Унікальні місцеві особливості мав фресковий живопис романської доби в Каталонії. Схематизм композицій каталонські майстри поєднують з геометричними орнаментами, витоки яких в античному мистецтві і в ретельно розроблених мозаїках Візантії. Відсутність коштовних смальт в Каталонії компенсували яскравими фарбами. На збагачення художніх образів працюють як спроби відтворити шати з коштовних тканин, так і широкі, різнокольорові смуги на тлі. Зроблені перші спроби надати індивідуальних рис і образам святих, що подані з застиглими, виряченими очима: але вони вже розрізняються зачісками, чорним чи сивим волоссям. Поряд з безбородими юнаками — сиві чоловіки з «біографіями». Найшанованіших святих супроводжують написи (Апостол Вартоломей, Євангеліст Матвій, Св. Петро). За вказівкою атрибутів можна розпізнати шанованих святих і без написів (Апостола Петра подають з ключами, які той отримав від Христа). Серед біблійних персонажів — і серафіми з крилами замість тіл, і жертовні багатоокі тварини (віл, ягня). Біблійні сюжети на фресках доповнені притчами (діви розумні і нерозумні), які стануть сюжетами для скульптурних композицій доби готики у Франції.
Залишки каталонських фресок були знайдені в малих сакральних спорудах в Піренеях. В 1920-ті роки їх обережно зняли зі стін і перенесли в Барселону. На початку XXI століття їх експонують в окремих залах на штучно відтворених архітектурних поверхнях, що точно копіюють первісні романські форми в тодішніх інтер'єрах.

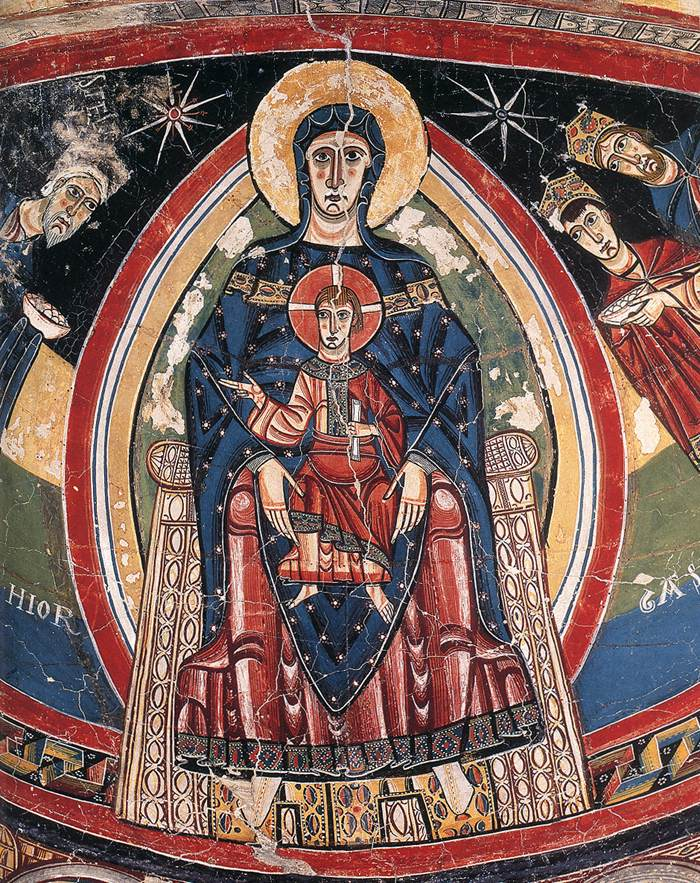
Фрески з церкви в Таулі, 1123 рік, Національний музей мистецтва Каталонії, Барселона
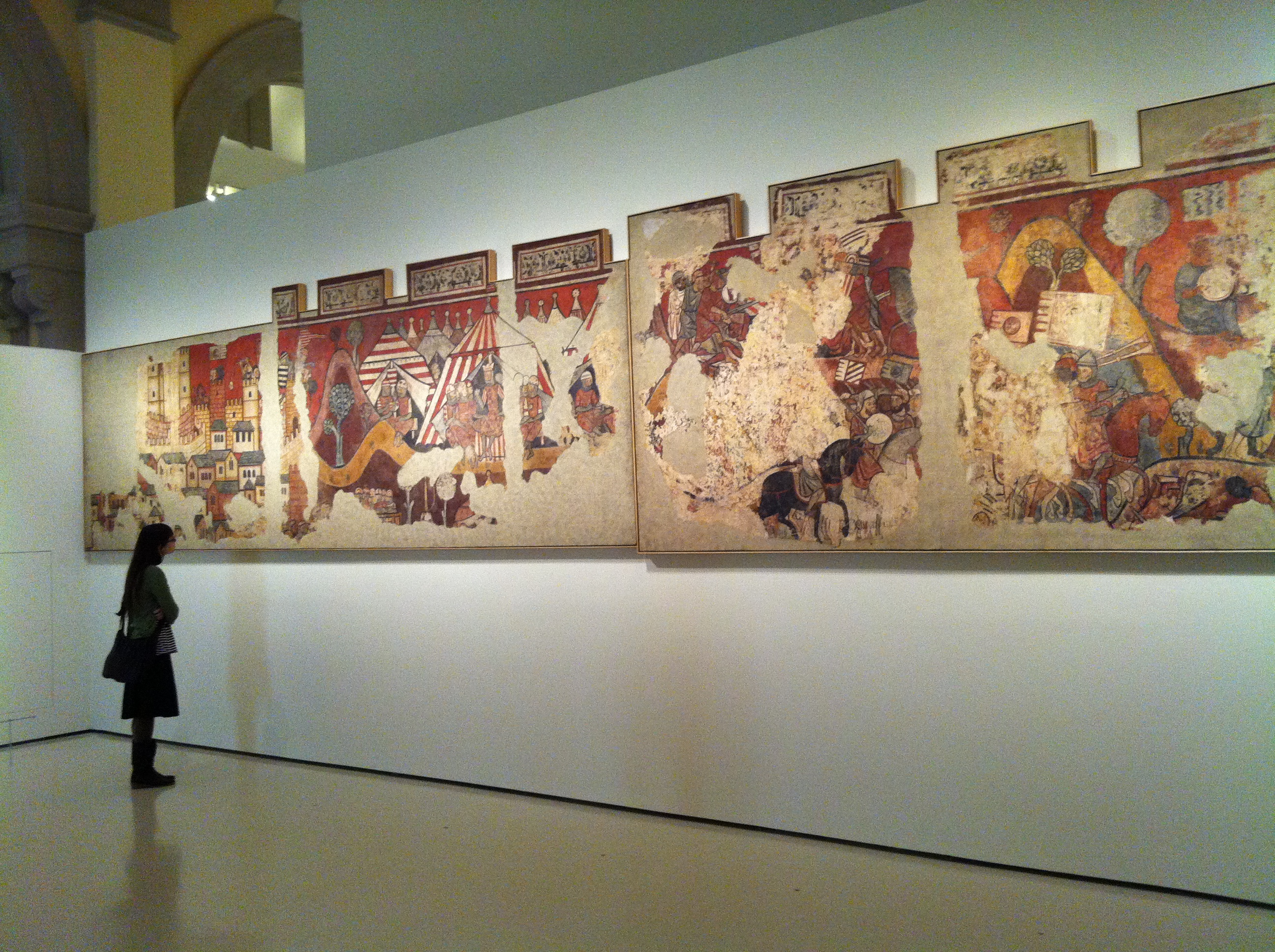
Зала з фресками циклу «Завоювання Майорки»
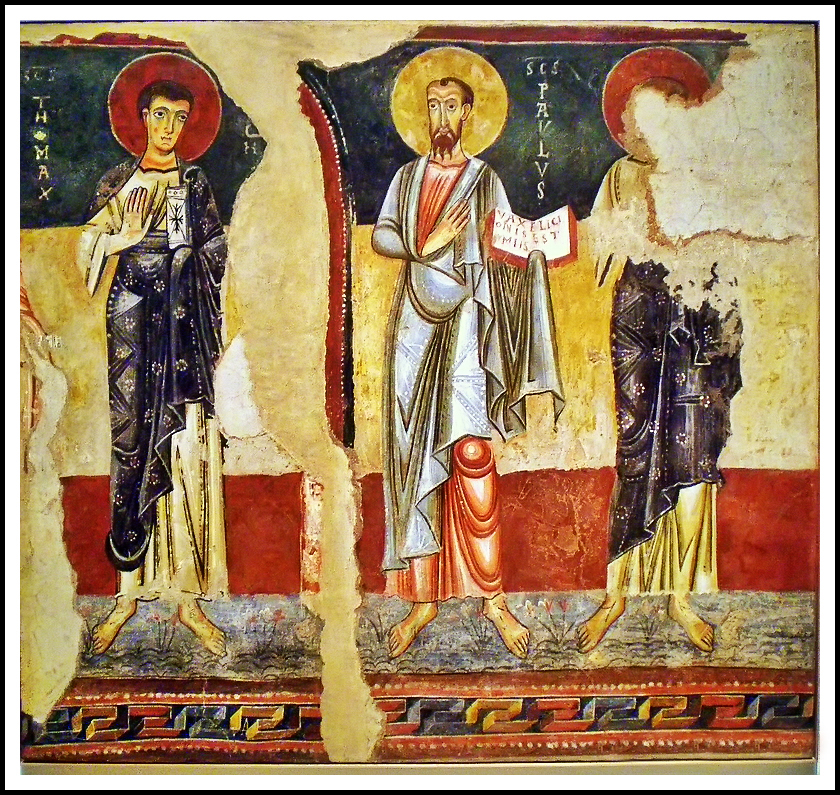
Апостоли з Оркау. 12 століття. Обидві - Національний музей мистецтва Каталонії, Барселона.
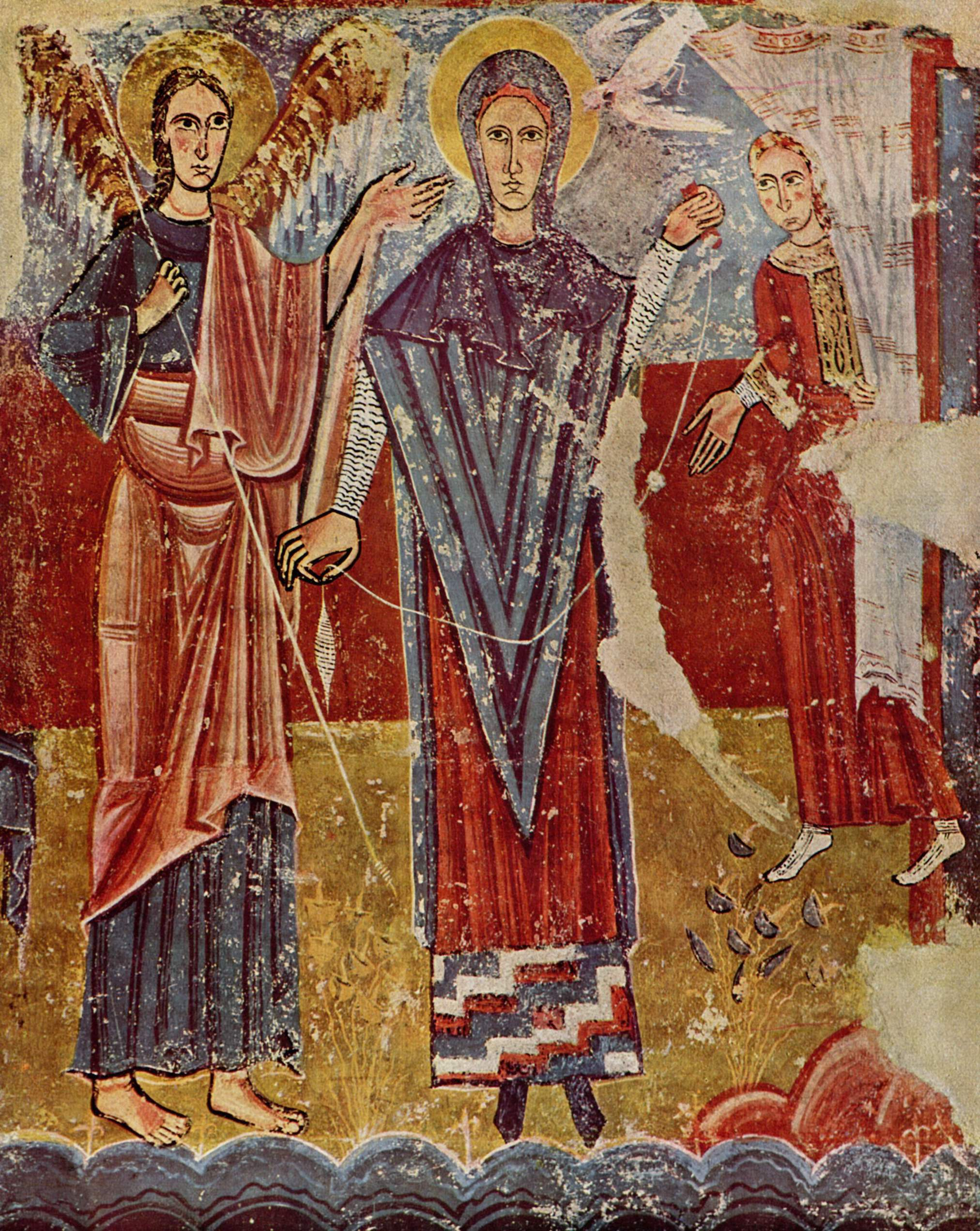
Майстер із Оркау. «Благовіщення.» 1125-1130 рр.

## Романські впливи на архітектуру України

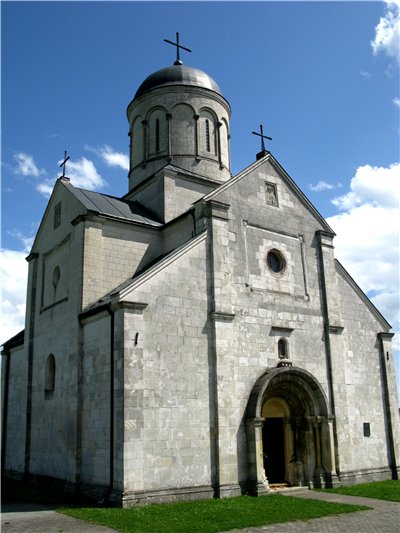
Церква Святого Пантелеймона, неподалік Галича, Україна, західний фасад.

Романський вплив міг прийти в Україну з Польщі, Угорщини й Чехії. Він найбільше втілений у спорудах Чернігова і Галича, у якому збереглася церква св. Пантелеймона (1194), де романські форми значно переважають візантійські. Портал із колонками, внутрішні різьблені фризи з аканта і плетінки близькі до подібних пам'яток Заходу. У будівлях Чернігова спостерігається романський вплив (Успенський собор Єлецького монастиря), хоча у своїй основі вони мають типові риси давньоруської візантики. Такі романські риси мали й інші споруди України;: у Галичі (княжий собор Богородиці в Крилосі), у Володимирі-Волинському та кілька церков-ротонд у Галичині, на Волині й Закарпатті. Цього не можна сказати про іконографію. Тільки в збережених мініатюрах Трірського Псалтиря з другої половини ХІ ст. помітні деякі романські риси, що й спонукало дослідників мистецтва вважати їх творами західноукраїнських майстрів.

## Ювелірні вироби романської доби чи пізніше

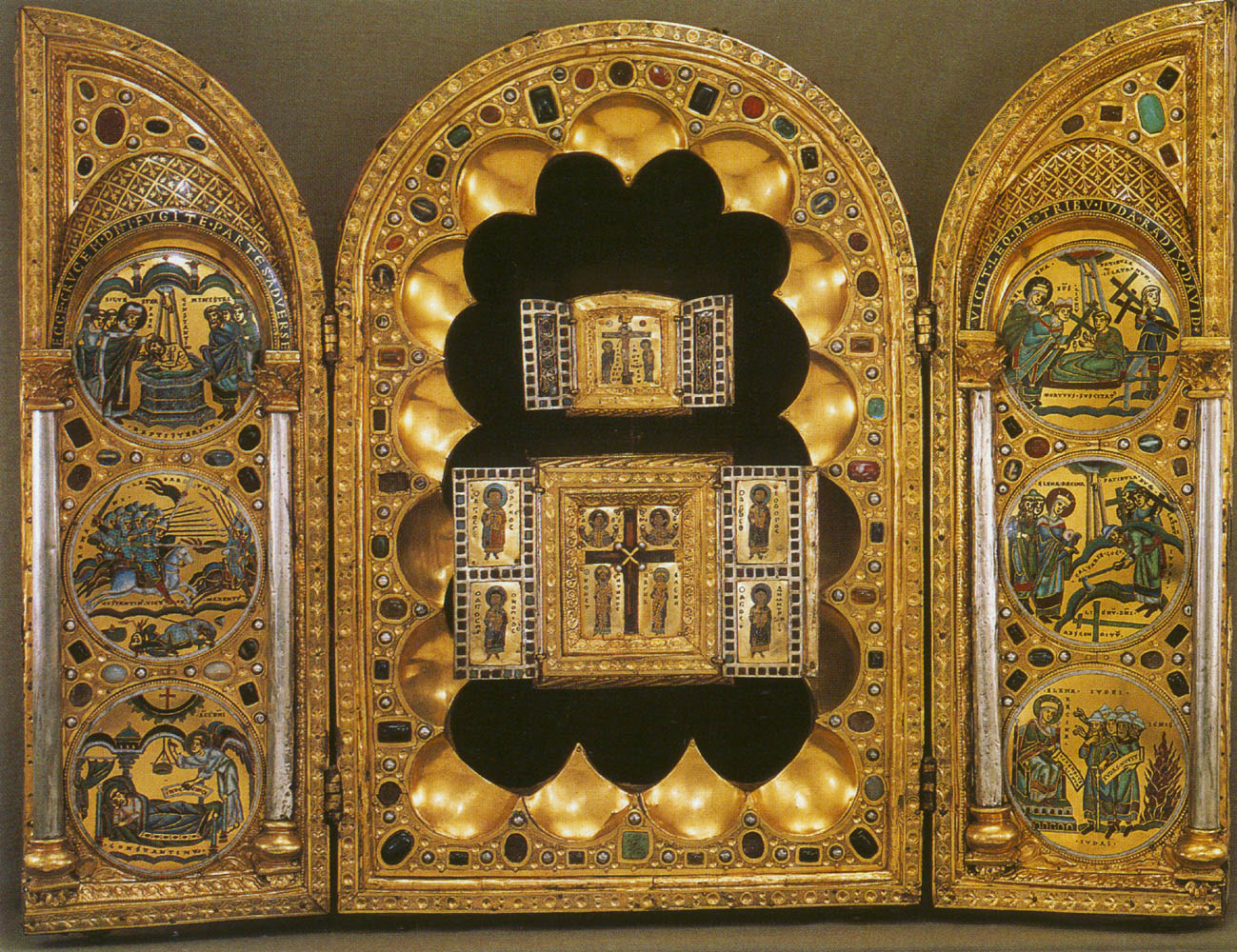
Слейвлот триптих або релікварій для шматочків істинного хреста, Мозан, Бельгія, бл. 1156–58 рр. 48×66 cм у відкритому стані, золото, емаль, Бібліотека і музей Моргана, Нью-Йорк
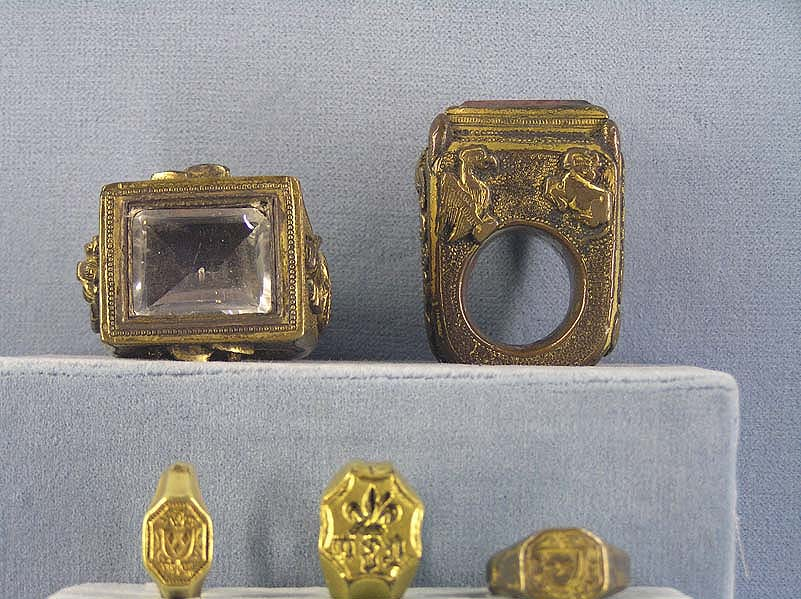
Золоті каблучки єпископів, музей Клюні
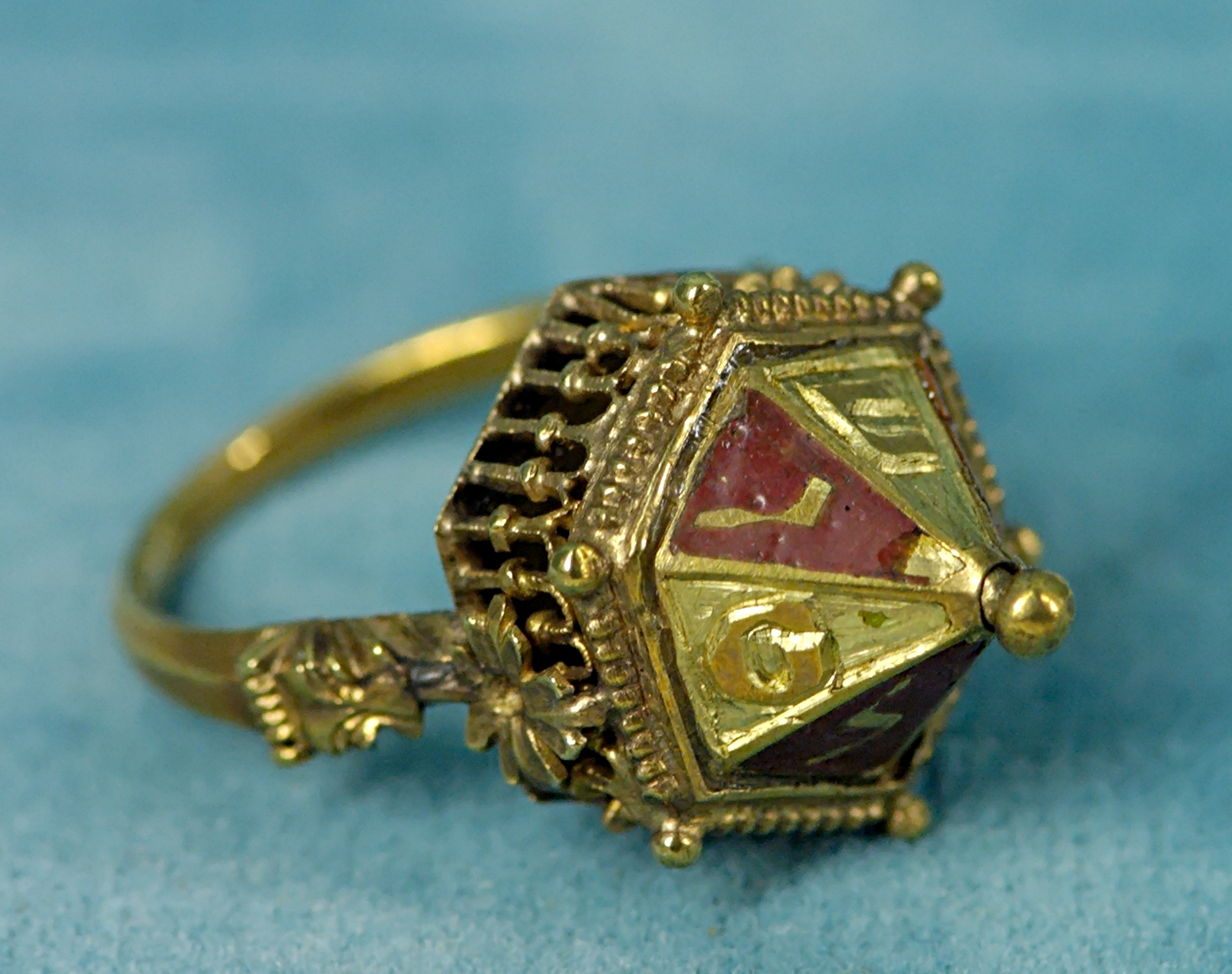
Єврейське весільне кільце початку XIV ст., золото, срібло, філігрань, Ельзас, Франція
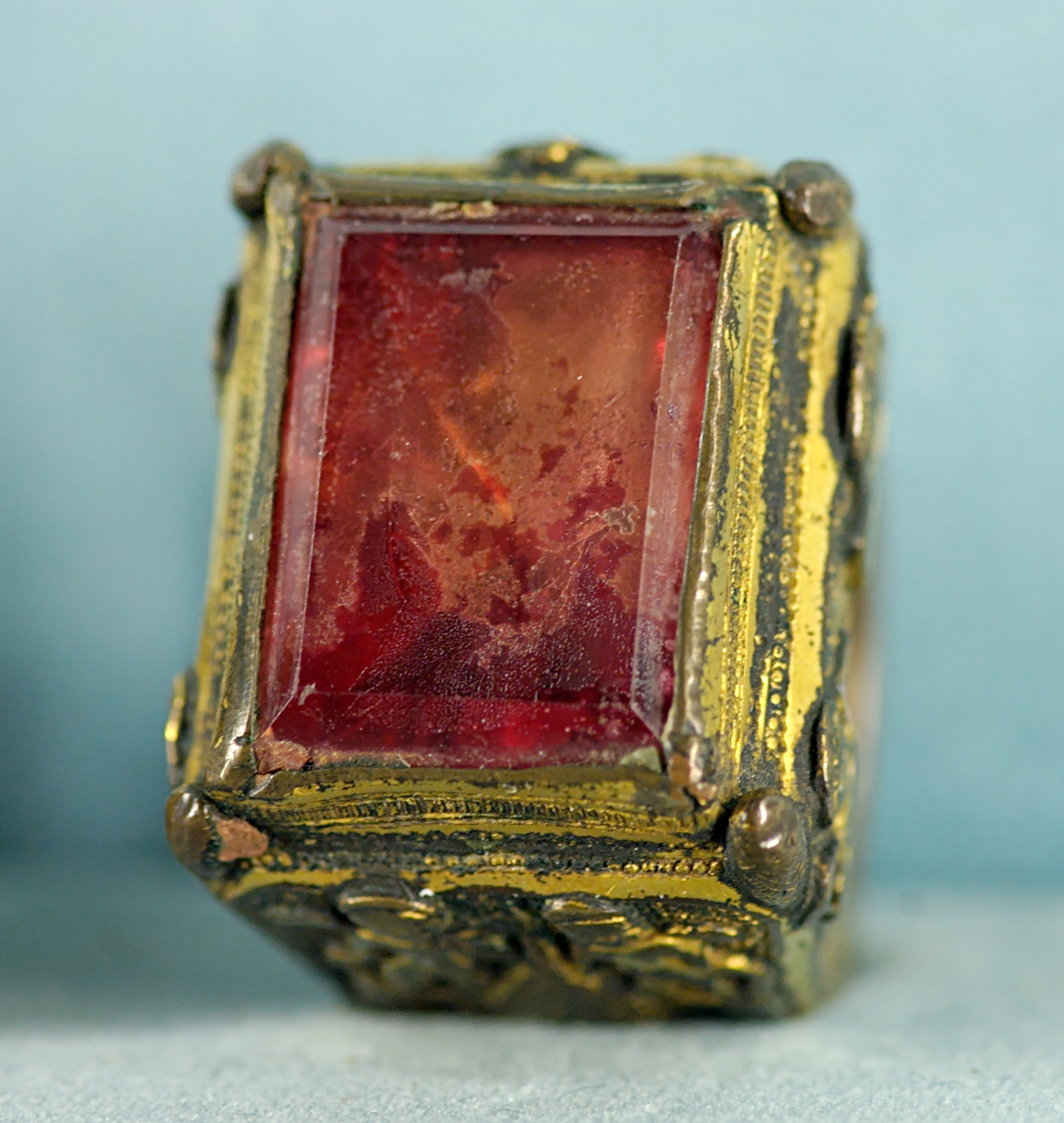
Каблучка папи римського Сікста IV, золочена бронза, гірський кришталь з червоною підкладкою-фольгою
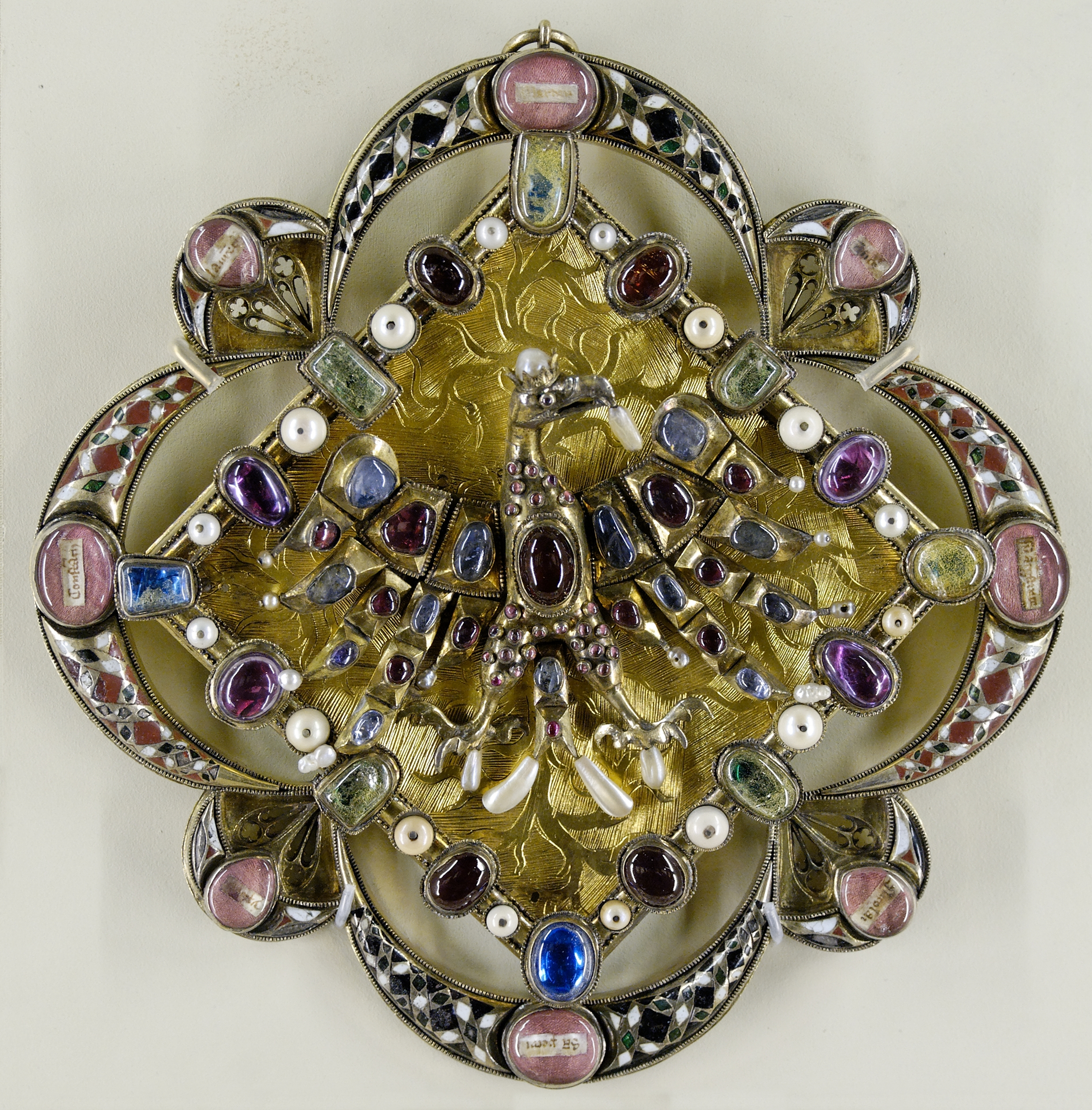
Релікварій з орлом, викладеним напівкоштовним камінням, можливо, Чехія, XIV ст.

## Меблі доби романіки

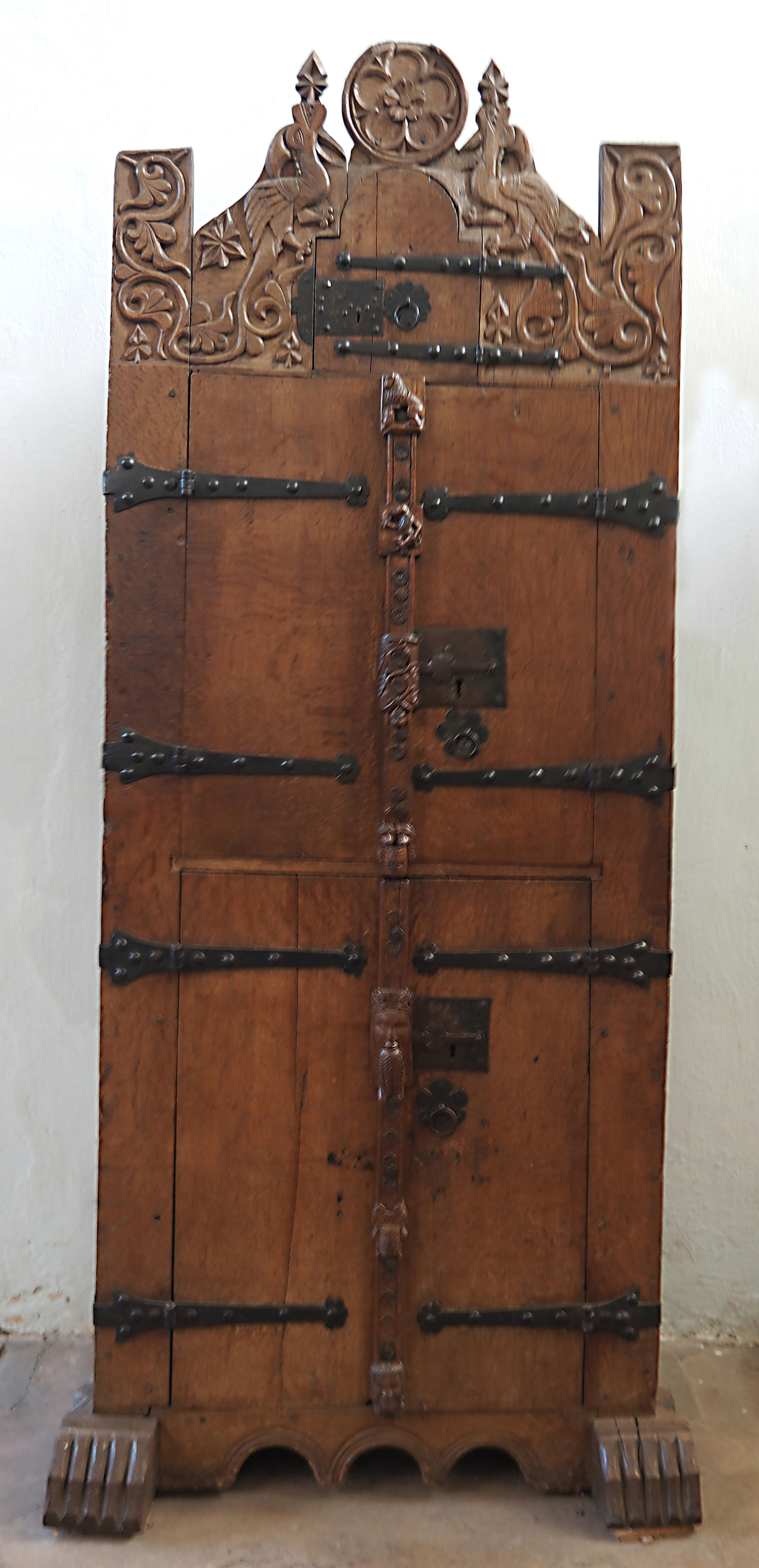
Дубова шафа для книг і одягу, з церкви св. Сільвестра, Вернігероде, Німеччина

У романську добу використовують масивні і спрощені за формою меблі. Її виготовляли з жердин без кори чи оброблених сокирою дощок. Сиділи на стільці, що мали три опори. Для церковних ієрархів виготовляли крісла з високою спинкою. Серед оздоб переважало різьблення геометричних чи рослинних візерунків.
У Німеччини випадково збереглася шафа з церкви св. Сільвестра доби пізньої романики. Шафу створили з деревини дуба і вона первісно слугувала для зберігання богослужебних книг та одягу. Шафа вже мала парадний фасад, верхню частину котрого прикрасили рослинним візерунком із тваринами. Декілька різьблених рельєфів інтерпретують як символи перемоги добра над злом чи перемоги християнських чеснот над гріхами.

## Килими (арраси) доби романіки Франції та Британії

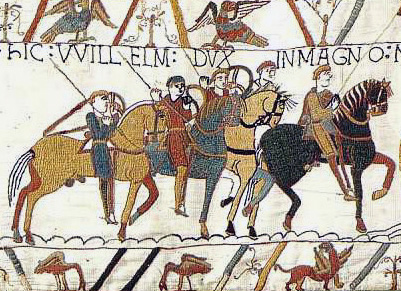
Гобелен Байє

Єдиний збережений гобелен романської доби в Британії — гобелен Байє (Вестмінстерське абатство, Лондон). Виробництво безворсових килимів (аррасів) виникає наново в XIII столітті у Франції. Перше повідомлення про арраси Франції XIII століття знайдені в «Книзі ремесел» 1263 року, що написана за наказом Етьєна Буало.
В XIV столітті вже існував цех майстрів аррасів, а їх зразки описані в документах. У Франції існувало декілька невеличких центрів килимарства, найбільший зафіксували в Парижі. В XIV столітті килими створювали з гербами можновладців та орнаментами. З'явились також невеличкі килими з зображеннями пташок, невеличких тварин, квітів. Після 1360 року віднайдені інвентарі з переліком цілих серій аррасів на сюжети Старого та Нового Заповітів, а також світських (на літературні та історичні сюжети).
Найдавнішим із збережених аррасів Франції вважають килим Анжерський Апокаліпсис. Відомо і ім'я його замовника — герцог Луї І Анжуйський. Картони для Апокаліпсису виконав фламандець Жан з Брюгге у 1375–1379 роках, що оселився в Парижі. Зразком малюнків було узято мініатюри Апокаліпсису XIII ст. із збірки короля, що збільшили і пристосували до килимарства. Арраси Анжерського Апокаліпсису передавали у спадок. У 1480 році Анжерському собору їх заповів король Рене. Первинна серія мала сім аррасів 5 на 24 м кожний, де налічили сто п'ять сюжетів. До XXI століття дійшло лише 75 сюжетів (в музеї Анже, Франція).

## Вироби зі слонової кістки доби романіки

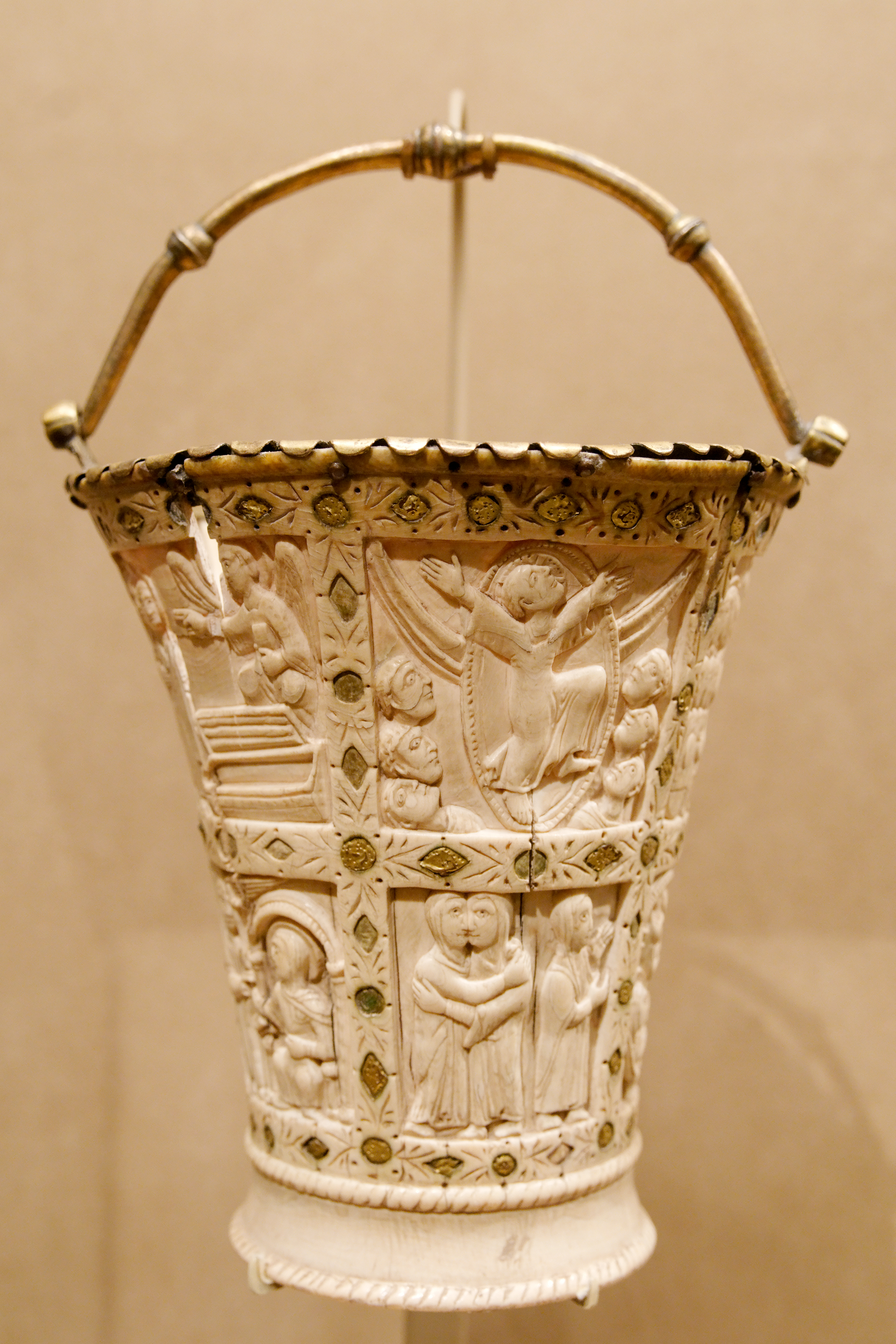
Цеберочка для свяченої води, слонова кістка, Візантія, IX ст.
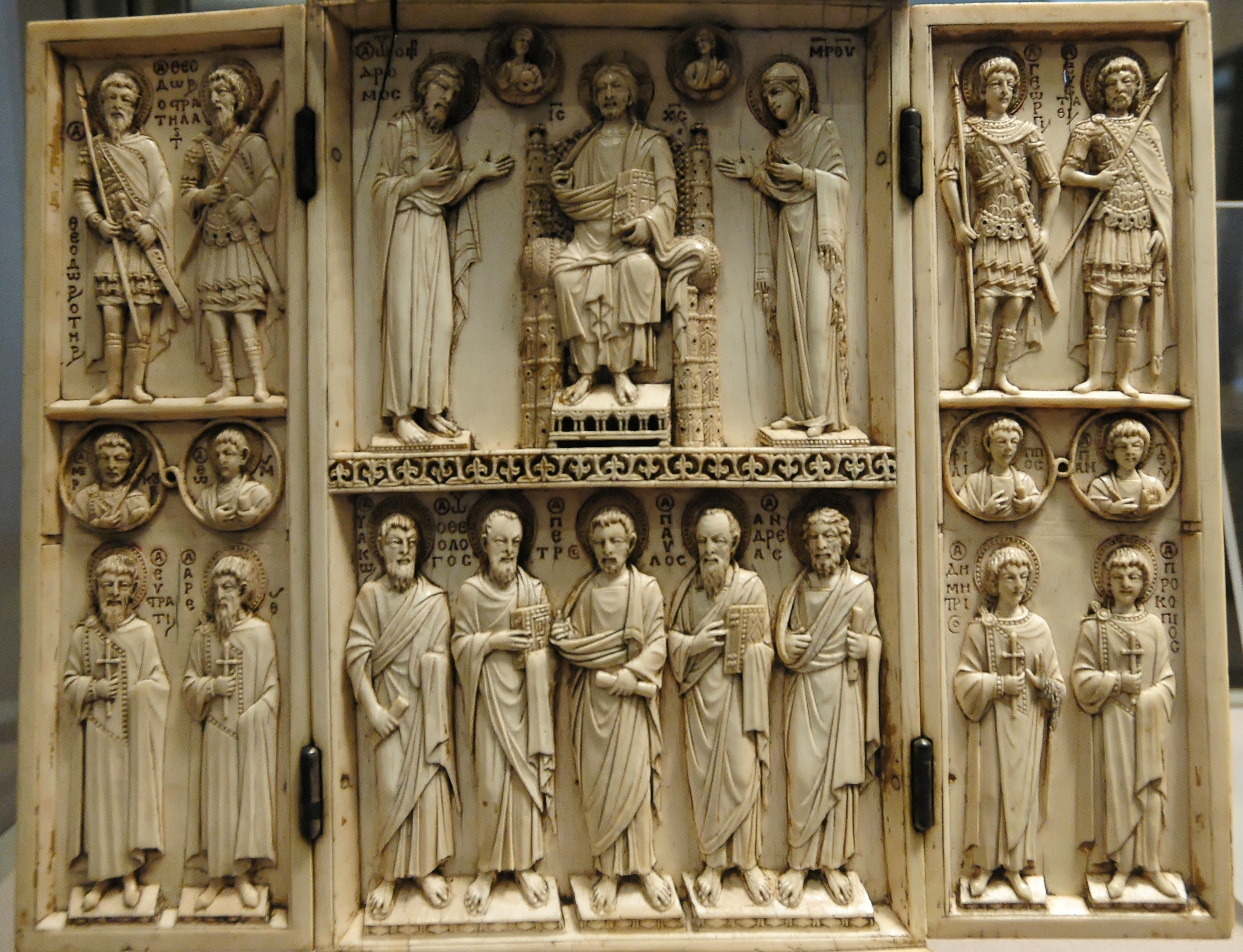
Триптих, Візантія, X ст., Лувр, Париж.
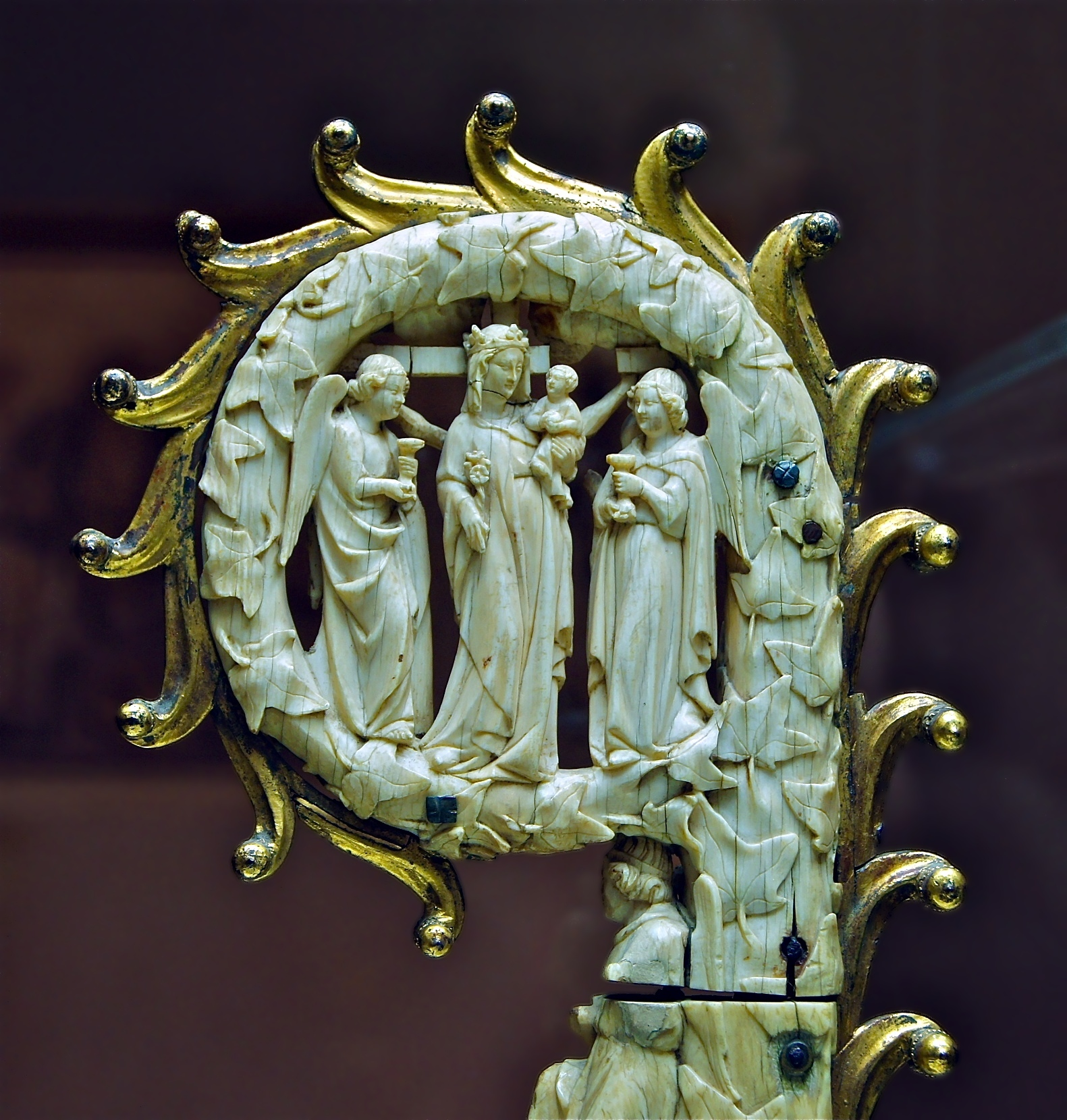
Верхівка єпископського посоха, слонова кістка, бл. XIII ст.
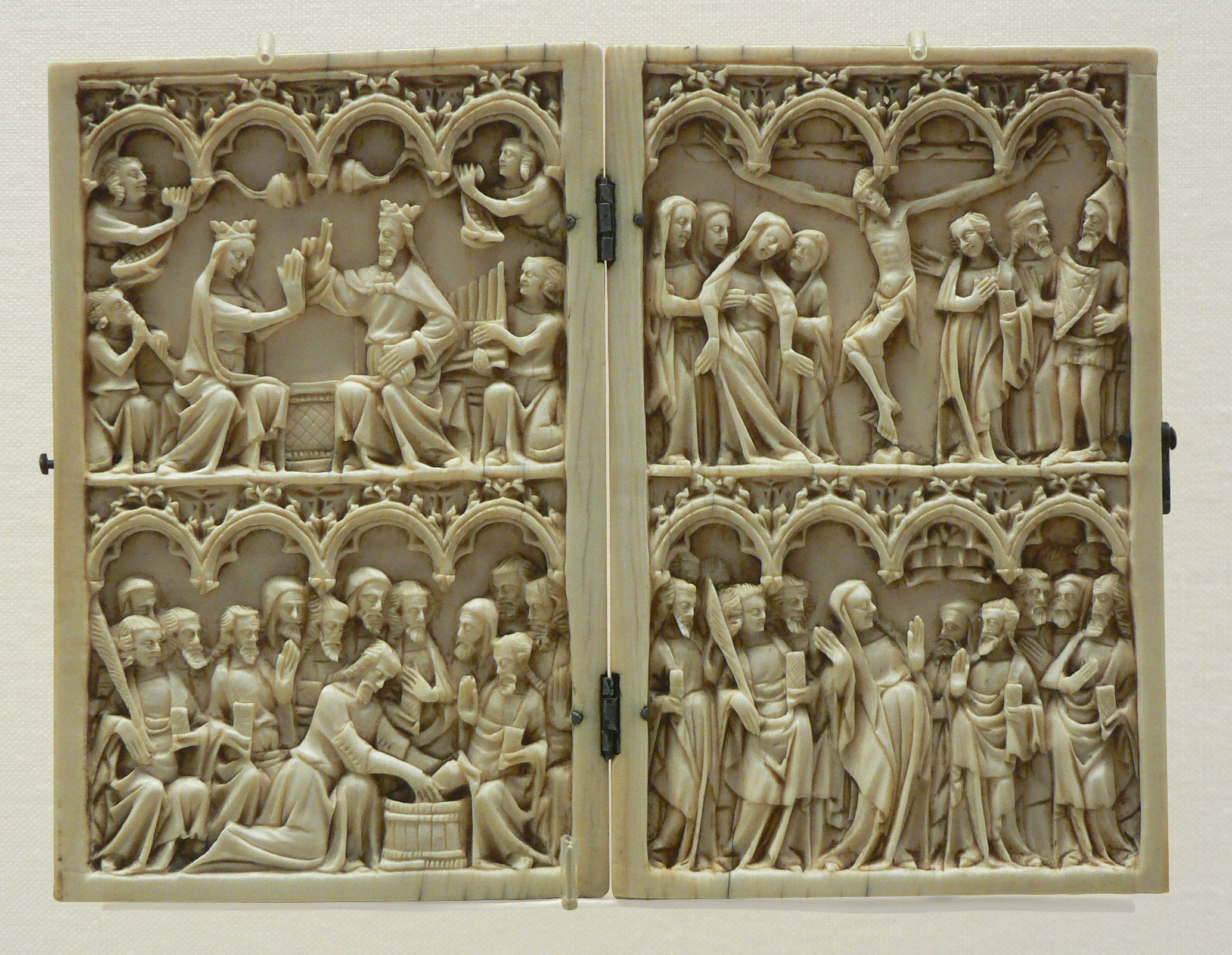
Диптих (сцени житія Христа), слонова кістка, XIV ст., Франція (Музей Гульбенкяна, Лісабон)
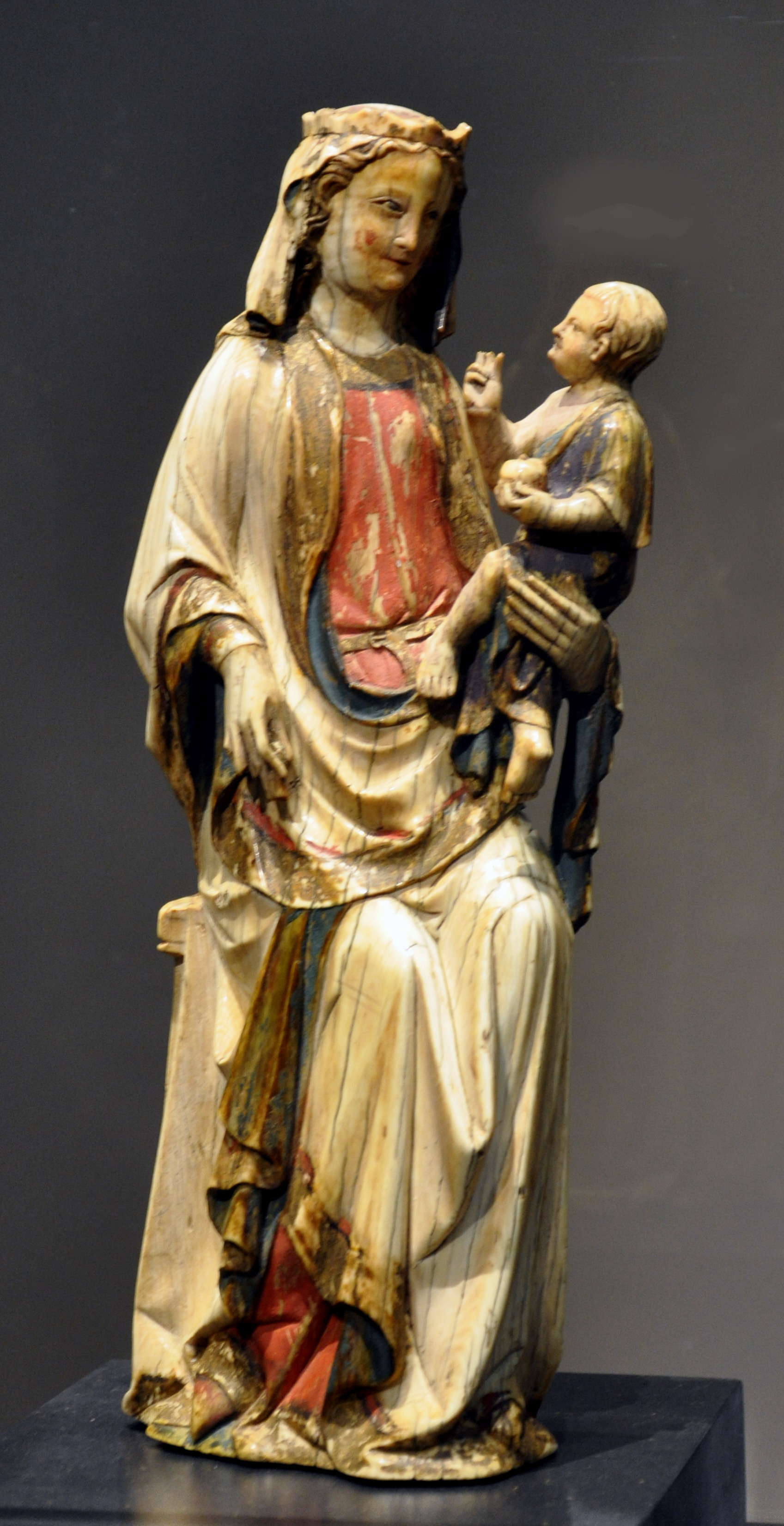
Мадонна з немовлям, слонова кістка, розфабрування, XIV ст., майстерня Парижа

## Скульптура доби романіки

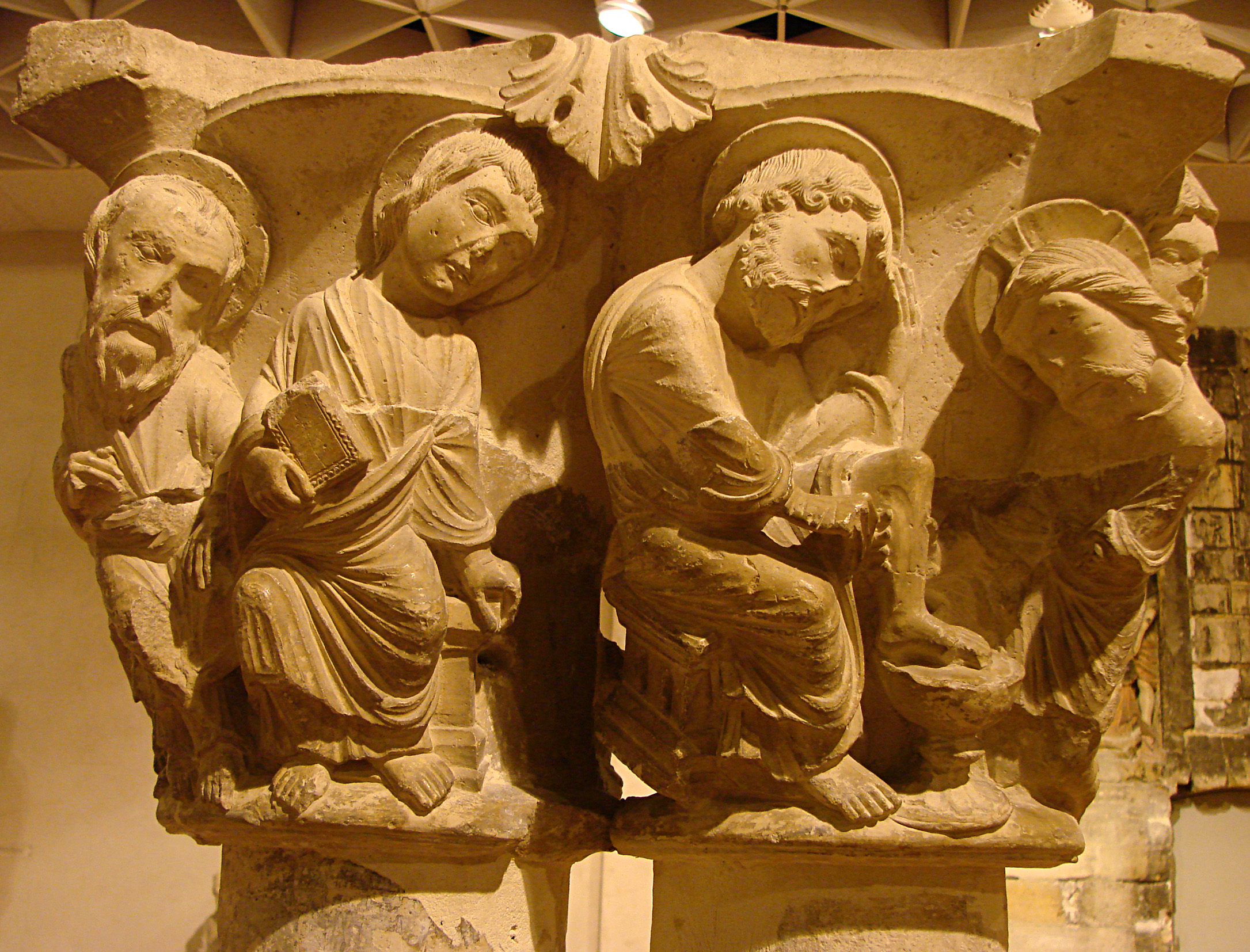
Капітель «Христос миє ноги апостолам» з поруйнованого монастиря Нотр Дам ан Во, XII ст., Франція.

У XI та у XII століттях разом із романською архітектурою отримали умови для розвитку живопис і скульптура. Скульптура у попередній період ледь животіла і була осереджена на створенні швидше ювелірних виробів та мініатюрних рельєфах зі слонової кістки. Центром цього вишуканого мистецтва були імператорські майстерні Константинополя. Завмерло, однак, створення монументальної скульптури, котра дорого коштувала і мала попит лише при стабільності держави. Останнім її значущим зразком можна вважати кінну статую імператора Юстиніана І, що прикрасила колону близько 542 року у Константинополі.
Монументальна скульптура почала відроджуватись у добу романики у вигляді декору романських церков. Втрата традицій відбилась у примітивізації, площинності та у підкоренні скульптурних зображень розмірам кам'яної брили. Особливо це помітно при створенні капітелей та тимпанів, що прикрашали головний храмовий портал.
Фігури надзвичайно наближені до глядача, а рельєфи практично позбавлені глибини.
У храмових тимпанах фігури підкорені його формі і різні за масштабом і розміром. Так, схематичне зображення Христа найбільше за фігури янголів і апостолів, що успадкувало ієрархію середньорічних уяв про царя небесного. У рельєфах фігури приземкуваті, скульптури на стовпах і колонах, навпаки, видовжені і неприродні, непропорційні (вузькі плечі, зморшки на одягу площинні і суто декоративні). В скульптурі, мистецтві і без того умовному, відображали суттєве, найголовніше. Якщо рельєф мав розповідальний характер, важливі моменти розповіді подавались разом навіть коли ті відбувались зі значними проміжками у часі. Схематизм і площинність не ставали в заваді при насиченні скульптур екстатичними рухами і емоціями майже хворобливого характеру. Пізніше, у епідемію чорної смерті, наче виправдаються найгірші очікування темного, страхітливого майбутнього. І у мистецтво, що було тоді переважно церковним, прийдуть страхітливі сюжети, відомі як танок смерті.